# Arnold Schwarzenegger
« Schwarzenegger » redirige ici. Pour les autres significations, voir Schwarzenegger (homonymie).
Arnold Schwarzenegger (en allemand : [ˈaɐnɔlt ˈʃvaɐt͡sənˌʔɛɡɐ] , en anglais : [ˈɑɹnəld ˈʃwɔːɹt͡sənˌɛɡɚ]), né le 30 juillet 1947 à Thal, en Autriche, est un culturiste, acteur, réalisateur, producteur de cinéma et homme politique austro-américain.
Surnommé le « Chêne autrichien » (« Austrian Oak » en anglais) pendant ses années de culturisme, puis « Schwarzy » pendant sa carrière d'acteur, et plus récemment « Governator » (mot-valise mélangeant en anglais « Governor » et Terminator), il se fait tout d'abord connaître en devenant un des plus grands culturistes à partir des années 1970, avec notamment cinq titres de Mister Univers et sept titres de Monsieur Olympia. Avec douze titres de ces deux catégories différentes, il est l'un des culturistes les plus titrés de tous les temps.
Son physique exceptionnel lui ouvre les portes d'Hollywood, dont il devient l'une des plus grandes vedettes mondiales du cinéma d'action dans les années 1980-1990, ainsi qu'en témoigne son importante filmographie, dans laquelle figurent aussi bien le genre fantastique que la comédie ou la science-fiction. Durant cette période, il a notamment travaillé avec des cinéastes tels que John Milius, James Cameron, John McTiernan, Paul Verhoeven et Ivan Reitman, et a reçu le Golden Globe de la révélation masculine de l'année en 1977 pour son rôle dans Stay Hungry.
Engagé politiquement avec le Parti républicain, il est élu 38e gouverneur de Californie le 17 novembre 2003. Il est réélu à ce poste le 7 novembre 2006. Il quitte ses fonctions le 3 janvier 2011. Depuis, Arnold Schwarzenegger a repris sa carrière d'acteur.
En 2004 et 2007, il fait partie du Time 100, classement établi par le magazine Time des 100 personnalités les plus influentes dans le monde,. En 2010, il fonde l'organisation non gouvernementale R20 pour participer à la lutte contre le changement climatique.
En 2015, Il reprend au cinéma son rôle fétiche du Terminator pour le cinquième film de la franchise, Terminator Genisys. Quatre ans plus tard, il reprend son rôle pour le sixième film, Terminator: Dark Fate, réalisé par Tim Miller et sorti en 2019.

## Biographie

### Jeunesse et famille
Arnold Schwarzenegger naît le 30 juillet 1947 à Thal bei Graz en Autriche, petit village proche de Graz, capitale de la Styrie et y passe la plus grande partie de sa jeunesse. Son nom de baptême est Arnold Alois Schwarzenegger.
Son père, Gustav Schwarzenegger (1907-1972), est un ancien officier de l'armée autrichienne et sa mère, Aurelia Jadrny (1922-1998), est femme au foyer.[réf. nécessaire] Arnold grandit dans une famille catholique qui se rend à l'église tous les dimanches. Gustav Schwarzenegger ne pratique plus le catholicisme car il adhère au parti nazi et à sa branche paramilitaire, la « Sturmabteilung » (SA), après l'Anschluss en 1938,. Les parents d'Arnold se marient le 20 octobre 1945, alors que Gustav a 38 ans et Aurelia 23. En 1947, son père est autorisé à devenir commissaire de police car il n'a pas commis de crime de guerre.
L'aîné d'Arnold de 1 an, Meinhard, est le favori de leur père.[réf. nécessaire] Schwarzenegger dira que son père n'avait « aucune patience pour écouter et comprendre ses problèmes… il y avait comme un mur, un vrai mur ». Porté sur l'alcool, violent, son père « n'aime pas Arnold, qu'il trouve efféminé, pas assez garçon, pas assez intéressé par les filles ». Dans une interview à Fortune en 2004, Schwarzenegger déclare qu'il a subi « ce que l'on appellerait maintenant des sévices à enfants » de la part de son père. « On me tirait les cheveux. On me frappait avec une ceinture. Comme le gamin d'à côté. C'était comme ça. Beaucoup d'enfants étaient cassés ainsi par leurs parents, c'était dans la mentalité germano-autrichienne. Ils ne voulaient pas créer des individus. Tout n'était qu'une question de conformisme. J'étais de ceux qui ne voulaient pas se conformer, et dont la volonté ne pouvait pas être cassée. Je devins un rebelle. Chaque fois que j'étais frappé et qu'on me disait : “Tu ne peux pas faire ça”, je me disais : “Ça ne va pas durer longtemps ainsi parce que je vais partir d'ici. Je veux être riche. Je veux être quelqu'un”. » Arnold entretient de bonnes relations avec sa mère et il restera en contact avec elle jusqu'à sa mort. À l'école, Schwarzenegger est « dans la moyenne » mais est remarqué pour son caractère « enjoué, joyeux et exubérant ». Le manque d'argent est un problème dans le foyer et Schwarzenegger se souvient que l'un des moments importants de sa jeunesse est l'achat d'un réfrigérateur par sa famille.
Le 20 mai 1971, son frère Meinhard, dépressif et en état d'ivresse, meurt dans un accident de voiture. Arnold n'assiste pas à ses funérailles mais prend à sa charge l'éducation de Patrick (en), le fils de son frère alors âgé de 3 ans, et de sa petite amie Erika Knapp.
Son père Gustav est victime un an plus tard d'un accident vasculaire cérébral. Arnold prend le premier avion pour le voir à l'hôpital de Münich mais, plus tard, n'assistera pas à ses funérailles. Dans le film Pumping Iron, il déclare qu'il n'a pas pu se rendre à l'enterrement de son père car il était alors en pleine période d'entraînement pour une grande compétition de culturisme.
En 1953, à l'âge de six ans, il rêve de devenir champion après avoir assisté avec son père à Graz à l'inauguration d'une nouvelle piscine par l'ancien champion olympique Johnny Weissmuller. Enfant, Schwarzenegger s'essaie à de nombreux sports, mais il se passionne particulièrement pour le culturisme à l'âge de treize ans, après avoir vu le film Hercule à la Conquête de l'Atlandide (1961) avec Reg Park qui devient son idole qu'il rencontrera plus tard et chez qui il vivra un temps en Afrique du Sud.[réf. nécessaire] Vers quatorze ans, il prévoit ce que sera sa vie future. Son père voulait qu'il devienne policier, sa mère qu'il fasse une école de commerce. Un jour, il remarque dans une vitrine la couverture d'un magazine sur laquelle pose un homme musclé et déguisé en guerrier des temps anciens. Il achète le magazine, qui retrace la vie de Reg Park, un ancien culturiste anglais devenu Mister Univers, puis acteur et ayant fait fortune en fondant un empire dans le sport. Il prend alors Park comme modèle et décide de suivre la même voie : devenir Mister Univers, puis une star de cinéma puis riche.
En 1961, il rencontre l'ancien Mr. Autriche, Kurt Marnul, qui l'invite à venir s'entraîner à l'Athletic Union, une salle de gymnastique à Graz ; la même année, il rencontre aussi Iouri Vlassov, alors considéré comme « l'homme le plus fort du monde », et qui deviendra son modèle. Sa passion le conduit à aller s'entraîner même le week-end alors que la salle est fermée. À cette époque, il déclare à son père : « Je veux devenir l'homme le mieux bâti du monde, puis je veux aller en Amérique et être acteur ». Il fréquente aussi les cinémas et ses idoles sont les acteurs Reg Park, Steve Reeves et Johnny Weissmuller. En 1963, il arrive deuxième lors d'une compétition mineure organisée à Graz au Steirer Hof Hotel. En 1964, son père, très inquiet de la passion envahissante d'Arnold pour le « sport le moins populaire d'Autriche », lui interdit d'aller plus de trois fois par semaine à l'entraînement, mais celui-ci contourne cette limitation en construisant sa propre salle à la maison.
En 1965, il remporte le championnat autrichien junior de soulevé de poids et rencontre Franco Columbu avec qui il restera ami très longtemps. Il rentre juste après dans l'armée autrichienne, dans le cadre du service militaire d'un an, obligatoire pour tous les hommes autrichiens âgés de 18 ans. Ses parents espèrent que cela mettra un terme à son intérêt pour le culturisme. Durant cette période, il remporte le titre de junior M. Europe. Pour participer à cette compétition, il fait le mur de la caserne et est puni pour son absence non autorisée, devant purger une semaine de prison militaire, mais il gagne néanmoins le respect de ses supérieurs.
Une année plus tard, en 1966, il remporte le titre de M. Europe et impressionne tant les juges que ceux-ci lui proposent de lui offrir le billet d'avion pour participer au NABBA Mister Univers amateur à Londres, prestigieuse compétition de culturisme. Une semaine après ce titre, il remporte celui de l'homme le mieux bâti d'Europe, compétition organisée par un rival de M. Europe. La fédération annule alors son offre et Arnold doit commencer à économiser pour se payer le billet pour Londres. Il quitte Thal, sa ville natale, et part s'entraîner au Putzinger Gym à Munich où il loue un petit appartement et passe son temps entre son propre entraînement et la gérance de la salle. Il y fait même parfois le ménage, afin de payer sa cotisation. Il prend pour la première fois l'avion afin de participer au M. Univers à Londres. C'est là qu'il acquiert le surnom de « Chêne Autrichien » (ou de « Chêne Styrien »), en partie à cause de son impressionnant gabarit (107 kg pour 1,88 m) et d'une histoire de tractions faite au sommet d'un chêne sur les berges du Thalersee (de). Il termine deuxième de cette première grande compétition, derrière Chester Yorton, qui possède une définition musculaire supérieure. Il dira plus tard : « Le titre de M. Univers était mon ticket pour l'Amérique - la terre des opportunités où je pourrais devenir une star et un homme riche ». À Londres toujours, il participe à sa première exhibition de culturisme à l'invitation de son ami Wagg Bennett, qui lui annonce qu'il doit apprendre à faire le spectacle et introduit de la musique dans sa routine d'entraînement.
En 1967, Arnold a mis de côté assez d'argent pour racheter le Putzinger Gym, et grâce à la publicité faite par sa seconde place pour le titre amateur de M. Univers, le nombre de cotisants passe de 70 à 200. Il s'entraîne différemment, inventant de nouveaux exercices afin d'améliorer la définition qui lui avait manqué l'année précédente. Il participe à nouveau au M. Univers amateur de Londres et remporte son premier titre majeur contre Dennis Tinerino, devenant ainsi le plus jeune M. Univers de l'histoire, à l'âge de 20 ans.

### Départ pour les États-Unis
En 1968, il gagne le Stone Lifting Contest à Munich, et prouve que les culturistes sont également des hommes forts. Il remporte surtout le 1er titre professionnel européen de M. Univers de la NABBA (National Amateur Bodybuilders Association). Dans les coulisses de la compétition, il rencontre Joe Weider, imprésario canadien qui règne sur la presse spécialisée dans le culturisme, et qui l'invite à venir participer aux compétitions aux États-Unis. En septembre 1968, à l'âge de 21 ans, il part s'installer outre-Atlantique, avec très peu d'argent en poche et un niveau d'anglais plutôt faible. Surpris par les compétiteurs américains, plus graciles, il n'arrive que deuxième derrière Frank Zane lors de son premier M. Univers américain. Joe Weider accepte de le sponsoriser pendant un an. En échange, celui-ci utilise le nom et le visage d'Arnold à des fins publicitaires. Weider l'envoie s'entraîner au Gold's Gym à Venice Beach, en Californie, là où tous les meilleurs culturistes s'entraînent. Pendant cette période, il devient l'ami du catcheur professionnel Superstar Billy Graham. Il développe également une affaire de vente par correspondance de compléments alimentaires vendus sous le nom de « Arnold Strong ».

### Vie privée

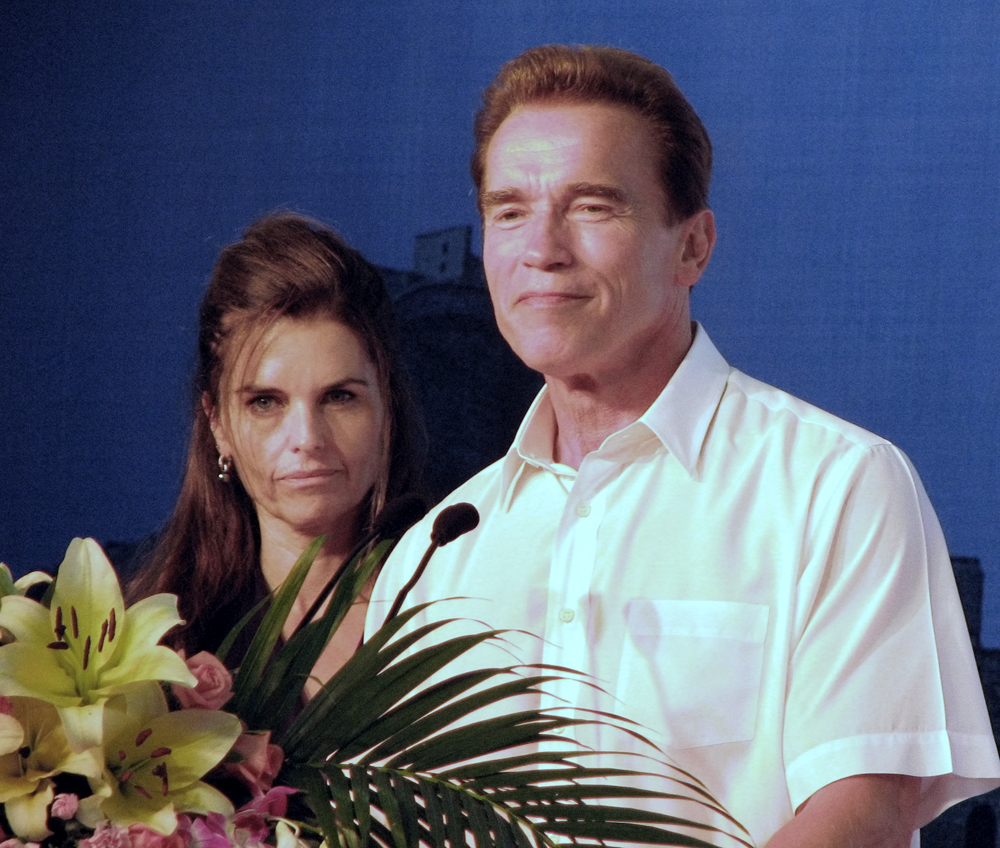
Arnold Schwarzenegger en 2007 avec Maria Shriver, son épouse de 1986 à 2011 avec qui il a eu quatre enfants.

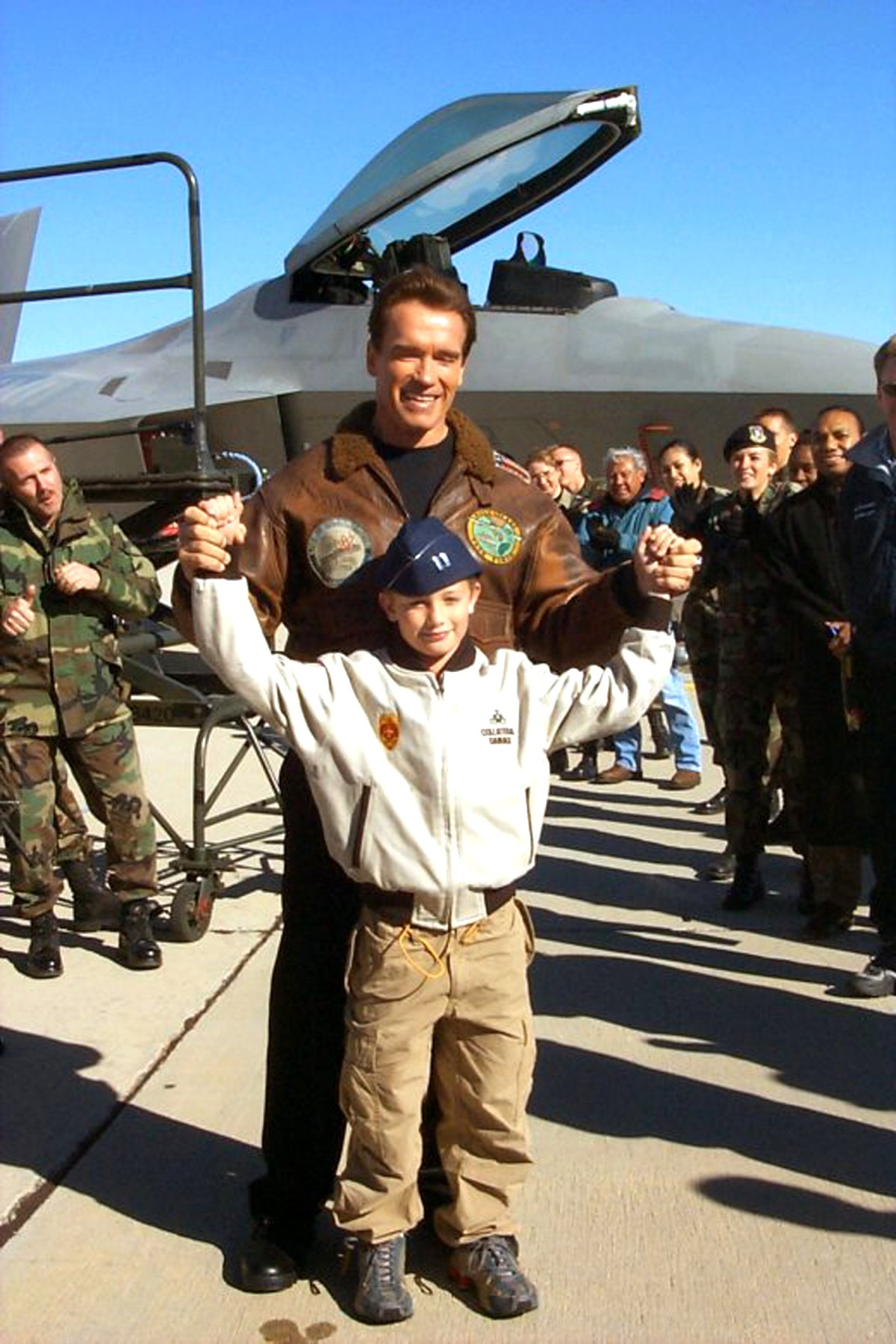
Arnold Schwarzenegger et son fils Patrick en décembre 2002.

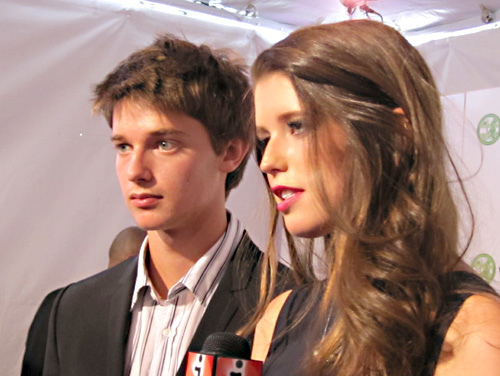
Patrick et Katherine Schwarzenegger en 2010.

En 1969, il rencontre Barbara Outland Baker, alors serveuse dans un restaurant situé près du Gold's Gym, avec qui il vit en couple jusqu'à leur séparation en 1974. Le couple se rencontre 6 à 8 mois après l'arrivée d'Arnold aux États-Unis. À leur premier rendez-vous, ils regardent l'alunissage d'Apollo à la télévision. Ils partagent un appartement à Santa Monica pendant trois ans et demi et ayant peu d'argent, ils vont à la plage tous les jours et font des barbecues dans le jardin. Barbara Baker a déclaré qu'Arnold était un « self-made-man autant qu'il est possible de l'être — il n'a jamais reçu d'encouragement de ses parents, de sa famille, de son frère. Il avait juste son immense détermination et son charisme ». Dans ses mémoires de 1977, Arnold: The Education of a Bodybuilder, Schwarzenegger raconte à propos de Barbara : « Elle était une femme équilibrée qui voulait une vie ordinaire et solide. Je n'étais pas un homme équilibré et je haïssais l'idée même d'une vie ordinaire ». Dans une interview réalisée en 2003, où elle défend Schwarzenegger contre certaines attaques – on lui reprochait alors notamment d'avoir traité les homosexuels de pédés dans une interview de 1977 pour le magazine Oui –, Baker décrit Schwarzenegger comme « une personnalité joyeuse, totalement charismatique, aventureuse et athlétique » mais déclare qu'à la fin de leur relation, il était devenu « insupportable, le monde tournant autour de lui ». En 2006, elle publie ses mémoires, préfacées par Schwarzenegger, dans Arnold and Me: In the Shadow of the Austrian Oak.
En juillet 1977, il rencontre à Venice Beach Sue Moray, une assistante-coiffeuse de Beverly Hills. D'après celle-ci, ils entretiennent une relation libre : « Nous étions fidèles lorsque nous étions tous les deux à LA… mais lorsqu'il était hors de la ville, nous étions libres de faire ce que nous voulions ». Un mois plus tard, Schwarzenegger fait connaissance de Maria Shriver, de la famille Kennedy. Il entretient une relation avec les deux femmes jusqu'en août 1978, date à laquelle Sue Moray, qui connaît sa relation avec Shriver, lui fixe un ultimatum pour faire un choix entre elles. Schwarzenegger choisit Maria Shriver.
Schwarzenegger raconte que, durant cette période, il est allé voir un ami pour qu'il lui enseigne la méditation transcendantale, ce qui l'a incité à révéler pour la première fois de sa vie qu'il était aux prises avec l'anxiété : « Même aujourd'hui, je profite encore de [l'année de méditation] ».
Devenu citoyen américain après sa naturalisation en 1983 (il détient ainsi la double nationalité austro-américaine), il se marie le 26 avril 1986 à Hyannis dans le Massachusetts avec Maria Shriver, journaliste de télévision et fille de Sargent Shriver, ancien ambassadeur des États-Unis en France et candidat à la vice-présidence des États-Unis en 1972, et d'Eunice Kennedy, sœur du président John Fitzgerald Kennedy. La cérémonie, présidée par le révérend John Baptist Riordan, se déroule à l'église catholique romaine St. Francis Xavier. Caroline Bouvier Kennedy, cousine de la mariée, est demoiselle d'honneur alors que Franco Columbu est le témoin de Schwarzenegger. Le couple a quatre enfants :
- Katherine Eunice, née le 13 décembre 1989 ;
- Christina Maria, née le 23 juillet 1991[23] ;
- Patrick Arnold, né le 18 septembre 1993[24] ;
- Christopher Sargent, né le 27 septembre 1997[25].

Le 9 mai 2011, après vingt-cinq ans de mariage, Arnold Schwarzenegger et Maria Shriver annoncent leur séparation. L'acteur révèle quelques jours plus tard qu'il a eu un enfant caché (Joseph Baena, né le 2 octobre 1997) avec une de ses employées de maison, Mildred Baena, pour expliquer sa séparation avec Maria Shriver, qui demande le divorce le 1er juillet.
Au début de 2014, il passe quelques jours en Autriche avec sa nouvelle compagne, Heather Milligan, kinésithérapeute d'environ trente ans sa cadette.

## Culturiste

### Résumé
Schwarzenegger commence son étonnant parcours par le culturisme (bodybuilding). Après son titre junior de M. Europe en 1965, il remporte l'année suivante à l'âge de 19 ans le titre de M. Europe et The Best Built Man in Europe. Il participe par la suite à de nombreuses compétitions et remporte de nombreux titres, dont cinq Mister Univers (quatre NABBA, Angleterre, un IFBB, États-Unis) et sept Mr. Olympia, la compétition ultime de la discipline. Ce record de sept M. Olympia fut par la suite battu par Lee Haney, qui s'imposa huit fois consécutivement de 1984 à 1991 et par Ronnie Coleman qui remporta son 8e titre en 2005.
Schwarzenegger est considéré comme l'une des figures les plus emblématiques de l'histoire du culturisme, il transmet sa passion à chaque année dans la compétition annuelle de culturisme Arnold Classic. Bien après sa retraite,  Il est resté un visage de premier plan dans le culturisme en partie grâce à sa propriété de salles de sport et de magazines de fitness. Il a présidé de nombreux concours et remises de prix.

### M. Olympia

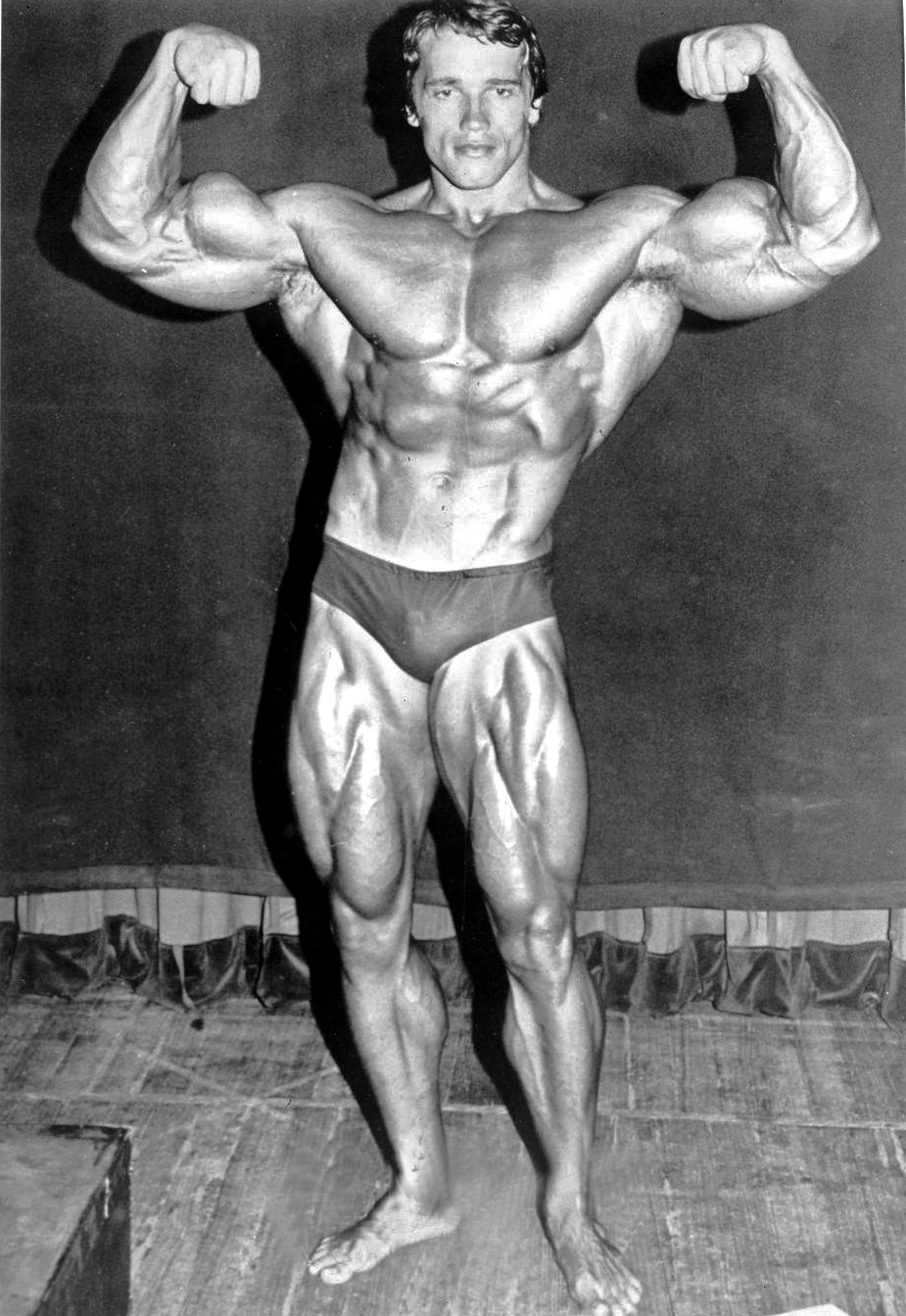
Arnold Schwarzenegger en 1974 lors d'une compétition pour Mr. Olympia.

Le but de Schwarzenegger est de devenir le plus grand culturiste du monde, ce qui signifie qu'il doit remporter le titre de Mr. Olympia. À sa première tentative en 1969, il échoue en finale, 4 points contre 3, face au champion cubain Sergio Oliva, surnommé « le Mythe » et vainqueur des trois compétitions précédentes. Ce sera sa première et unique défaite lors d'un M. Olympia. Il prend sa revanche sur Oliva l'année suivante et remporte son 1er titre de Mr. Olympia en 1970 grâce à une définition musculaire supérieure, faisant de lui, à 23 ans, le plus jeune M. Olympia de l'histoire, record encore invaincu.
Il continue d'enchaîner les victoires lors des compétitions suivantes, en 1971, 1972, 1973 et 1974.
En 1971, la compétition M. Olympia se déroule pour la première fois hors de New York, à Paris, exactement le même jour que le NABBA Universe qui se tient à Londres. Arnold, fidèle à l’IFBB participe au M. Olympia alors que d'autres champions préfèrent l'éviter et participer à la NABBA. En 1972, Arnold et Sergio se livrent un duel serré à Essen en Allemagne. Schwarzenegger remporte son 3e titre par décision des juges, 4 voix contre 3. Il a également visité différents pays vendant des vitamines, comme à Helsinki, en Finlande en 1972, lorsqu'il vivait au YMCA Hotel Hospiz sur Vuorikatu et présentait des pilules de vitamines au grand magasin Stockmann.
En 1973, il remporte son 4e titre d'affilée à New York contre Franco Columbu et Serge Nubret. Cette victoire est jugée relativement facile mais la montée du jeune Lou Ferrigno chez les professionnels promet un beau combat pour l'année suivante. En 1974, la compétition se déroule au Madison Square Garden à New York. Lou Ferrigno, avec une taille de 1,96 m et un poids de 120 kilos, est l'adversaire le plus imposant qu'Arnold ait jamais affronté. Il remporte toutefois son 5e titre, mais des rumeurs sur sa retraite de la compétition circulent.
En 1975, quelques mois avant la compétition, les réalisateurs George Butler et Robert Fiore le convainquent de participer afin de filmer son entraînement dans Pumping Iron, un film documentaire qui aura un impact relativement important et contribuera à populariser le culturisme et à faire connaître Schwarzenegger. Ce dernier vient de faire une apparition dans le film Stay Hungry de Bob Rafelson qui lui vaut le golden globe 1977 du meilleur acteur débutant. Il a perdu beaucoup de poids et a seulement trois mois pour se préparer à la compétition. Il revient néanmoins à son meilleur niveau, quoique plus léger, et remporte son 6e titre consécutif en battant Lou Ferrigno et Serge Nubret dans la catégorie des plus de 91 kg (200 livres), et Franco Columbu, vainqueur des moins de 91 kg, pour le titre unifié. Il annonce alors sa retraite de la compétition.
Schwarzenegger tourne quelques films mineurs et sort de sa retraite sportive pour participer à l'édition 1980 de M. Olympia qui se déroule en Australie. Grâce à son entraînement pour le rôle de Conan le Barbare où il devait courir, monter à cheval ou encore manier l'épée, il se sent suffisamment en forme pour tenter de gagner la compétition une dernière fois. Sa participation est une surprise, car il n'annonce pas publiquement ses intentions. Certains le voient s'entraîner mais pensent que c'est pour les besoins du film ; lorsqu'ils le voient dans l'avion pour l'Australie, ils pensent qu'il vient en tant qu'officiel pour l'IFBB. Ce n'est que lorsque son nom est appelé que tout le monde se rend compte qu'il va participer à la compétition. Il remporte une septième et ultime fois le M. Olympia, avec seulement sept semaines de préparation spécifique. Cette victoire sera contestée par certains observateurs.

### L'après compétition

L'Arnold Classic est devenu l'une des compétitions majeures de bodybuilding.

Schwarzenegger est considéré comme l'une des figures majeures de l'histoire du culturisme et une prestigieuse compétition portant son nom a lieu tous les ans, la fameuse Arnold Classic.
Il est resté une personnalité très présente dans le monde du culturisme longtemps après sa retraite sportive, notamment parce qu'il possédait des gymnases et des magazines de fitness, et qu'il a présidé de nombreuses compétitions et remises de récompenses. Pendant des années, il écrit une chronique mensuelle pour les magazines Muscle & Fitness et Flex. En 2003, peu de temps après avoir été élu gouverneur de Californie, il est nommé symboliquement rédacteur en chef de ces deux magazines, qui acceptent de faire don de 250 000 dollars tous les ans pour les différents projets du gouverneur ayant trait au fitness. Le magazine MuscleMag International propose une double page mensuelle sur Arnold, surnommé le King. La même année 2003 il est Laureus Sport for Good Award aux Laureus World Sports Awards.
En mars 2013, Arnold Schwarzenegger revient à ses racines en redevenant rédacteur en chef de deux magazines de culturisme, Muscle & Fitness et Flex.
Une espèce de scarabée de la famille des Carabidés, est nommée Agra schwarzeneggeri (Erwin, 2002) en référence à Arnold Schwarzenegger, en raison d'un fémur médian (patte) évoquant un biceps humain très musclé.

### Controverse sur l'utilisation de stéroïdes
Schwarzenegger a admis avoir utilisé des anabolisants sous forme de stéroïdes lorsque leur utilisation était encore légale. En 1977, il a écrit à ce sujet que les « stéroïdes l'aidaient à maintenir sa masse musculaire pendant les régimes dans la préparation des compétitions » et qu'il « ne les utilisait pas pour accroître ses muscles ».
En 1999, Schwarzenegger a poursuivi en justice le docteur Willi Heepe, médecin allemand qui avait prédit sa mort prématurée à la suite d'un accident vasculaire dû à sa consommation de stéroïdes. Comme le médecin ne l'avait jamais examiné personnellement, il gagna son procès et reçut 10 000 dollars de dommages et intérêts. La même année, il a déposé plainte contre le journal américain à sensations The Globe qui avait fait des annonces similaires sur son état de santé futur.
Selon son porte-parole, Schwarzenegger n'a plus utilisé de stéroïdes depuis 1990, dès l'instant où ils ont été déclarés illégaux.

### Palmarès
| Année | Titre                                   | Lieu                     | Notes                                        |
| ----- | --------------------------------------- | ------------------------ | -------------------------------------------- |
| 1965  | Mr. Europe Junior                       | Allemagne                |                                              |
| 1966  | Best Built Man of Europe                | Allemagne                |                                              |
| 1966  | Mr. Europe                              | Munich, Allemagne        |                                              |
| 1966  | International Powerlifting Championship | Allemagne                |                                              |
| 1966  | NABBA Mister Univers amateur            | Londres                  | 2e après Chester Yorton (en)                 |
| 1967  | NABBA Mister Univers amateur            | Londres                  |                                              |
| 1968  | NABBA Mister Univers professionnel      | Londres                  |                                              |
| 1968  | German Powerlifting Championship        | Allemagne                |                                              |
| 1968  | IFBB Mr. International                  | Mexico                   |                                              |
| 1968  | IFBB Mister Univers                     | Floride                  | 2e après Frank Zane                          |
| 1969  | IFBB Mister Univers amateur             | New York                 |                                              |
| 1969  | NABBA Mister Univers professionnel      | Londres                  |                                              |
| 1969  | Mr. Olympia                             | New York                 | 2e après Sergio Oliva                        |
| 1970  | NABBA Mister Univers professionnel      | Londres                  | Bat son idole, Reg Park                      |
| 1970  | Mr. World                               | Columbus (Ohio)          | Bat Sergio Oliva pour la 1re fois            |
| 1970  | IFBB Mr. Olympia                        | New York                 |                                              |
| 1971  | IFBB Mr. Olympia                        | Paris                    |                                              |
| 1972  | IFBB Mr. Olympia                        | Essen, Allemagne         |                                              |
| 1973  | IFBB Mr. Olympia                        | New York                 |                                              |
| 1974  | IFBB Mr. Olympia                        | New York                 |                                              |
| 1975  | IFBB Mr. Olympia                        | Pretoria, Afrique du Sud | Tournage du film documentaire Pumping Iron   |
| 1980  | IFBB Mr. Olympia                        | Sydney, Australie        | Tournage du film documentaire Pumping Iron 2 |

## Acteur de cinéma

### Années 1970: débuts

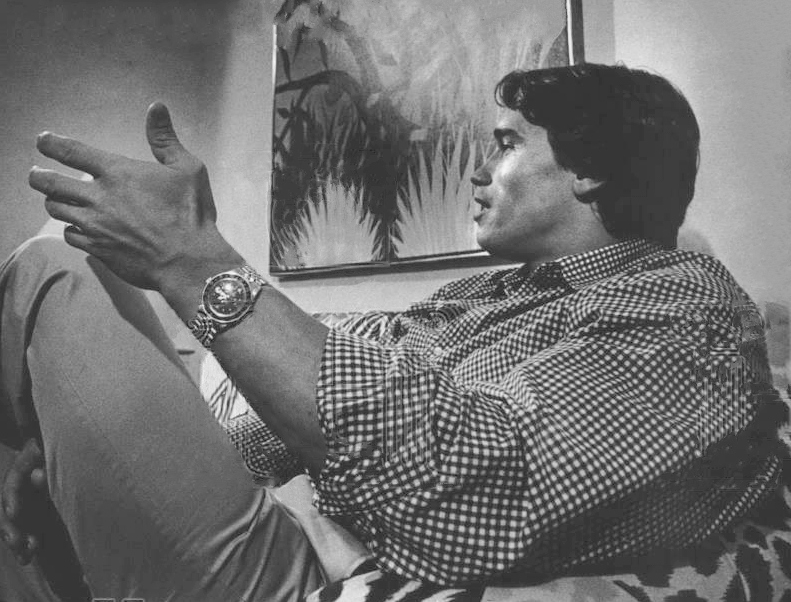
Arnold Schwarzenegger en 1971.

Auréolé de ses titres en culturisme et au sommet de sa forme, Arnold Schwarzenegger peut enfin accéder à son prochain rêve, devenir acteur de cinéma.
En 1970, à l'âge de 23 ans, il obtient son premier rôle dans Hercule à New York sous le pseudonyme d'Arnold Strong, son nom étant considéré comme trop compliqué. Il ravit le rôle principal à son ami et modèle Reg Park, ancien M. Universe qui a déjà joué Hercule dans 3 films. Pour lui faire obtenir le rôle, son agent affirme que Schwarzenegger a des années d'expérience de la « scène », alors qu'il n'est jamais apparu que sur des podiums de culturisme. Son accent autrichien prononcé est alors un obstacle à sa carrière d'acteur. Ainsi pour son premier film, sa voix est intégralement doublée.
Pour son deuxième film trois ans plus tard, Le Privé (1973) de Robert Altman, il n'obtient qu'un petit rôle non crédité de gangster sourd et muet. Interrogé sur les difficultés qu'il a pu rencontrer au début de sa carrière cinématographique, Schwarzenegger répond : « C'était très difficile. Les agents me disaient que mon corps était trop étrange, que j'avais un drôle d'accent et que mon nom était trop long. Partout où je passais, on me répondait que je n'avais aucune chance. » Loin de se décourager, il prend des cours de théâtre et de diction et n'abandonne pas.
Il fait ses débuts à la télévision en 1974, dans l'émission de Merv Griffin, célèbre producteur américain, créateur notamment des jeux Jeopardy! et de La Roue de la fortune. À la suite de cette émission, il est invité par la productrice Lucille Ball à participer à la spéciale Happy Anniversary and Goodbye, en compagnie de l'acteur Art Carney, qui obtient la même année l'Oscar du meilleur acteur pour son rôle dans Harry et Tonto de Paul Mazursky. Schwarzenegger a pour la première fois quelques lignes de texte. Il fait plusieurs autres apparitions dans des shows télévisés.
Il est remarqué par le réalisateur Bob Rafelson qui l'engage immédiatement pour jouer dans la comédie dramatique Stay Hungry (1976) aux côtés de Jeff Bridges et Sally Field. Son interprétation autobiographique de Joe Santo, culturiste autrichien s'entrainant pour la compétition de M. Univers lui vaut le Golden Globe du « Meilleur Jeune Espoir » l'année suivante.
En 1977, sort le film documentaire Pumping Iron (en VF Arnold le Magnifique), dans lequel Schwarzenegger interprète son propre rôle de culturiste, et dont il vient notamment faire la promotion en France à Cannes, en marge du Festival international du film. Tourné trois ans plus tôt, le film suit son parcours vers son sixième titre de M. Olympia. Le livre ayant le même titre était devenu un bestseller en peu de temps.

### Années 1980 et 1990: succès
Arnold Schwarzenegger connaît toutefois véritablement le succès cinématographique à partir de 1982 avec la sortie en salles du film Conan le Barbare (1982) de John Milius, dans lequel il incarne Conan le Cimmérien, le célèbre personnage de fantasy créé par l'écrivain Robert E. Howard.
Mais c'est avec son film suivant qu'il est définitivement propulsé star d'action en interprétant l'inoubliable cyborg tueur dans Terminator de James Cameron, qui sort sur les écrans en 1984. À noter qu'il était au départ pressenti pour jouer le rôle de Kyle Reese (incarné par Michael Biehn), Cameron lui attribuant finalement le rôle-titre. 
Par la suite, Arnold, désormais quadragénaire, enchaîne les gros succès comme Predator (1987) de John McTiernan, Total Recall (1990) de Paul Verhoeven, Running Man ou encore Terminator 2. Il signe des films musclés plus confidentiels comme Commando et Le Contrat.
Contrairement à son rival et ami Sylvester Stallone, Schwarzenegger a aussi connu le succès dans la comédie : il commence dans Jumeaux (1988) avec Danny De Vito, puis enchaîne avec un autre succès comme la comédie familiale Un flic à la maternelle (1990), puis il tournera dans Junior (1994) et La Course au jouet (1996) qui auront moins de succès auprès du public. Il participera à des films plus parodiques comme Last Action Hero (1993) et True Lies (1994).
Durant cette période, l'acteur deviendra réalisateur pour la première fois puisqu'en 1990, Arnold Schwarzenegger passe derrière la caméra en réalisant l'épisode L'échange de la série Les Contes de la crypte.
En 1997 il subit sa première opération cardiaque (remplacement de la valve aortique) puisqu'il est né avec une malformation cardiaque (la même dont était morte sa mère, qui ne s'était pas fait opérer). Il subira deux autres opérations en 2019 (il frôle la mort), et 2020, puis 2024 (pose d'un pacemaker).

### Années 2000: déclin et pause

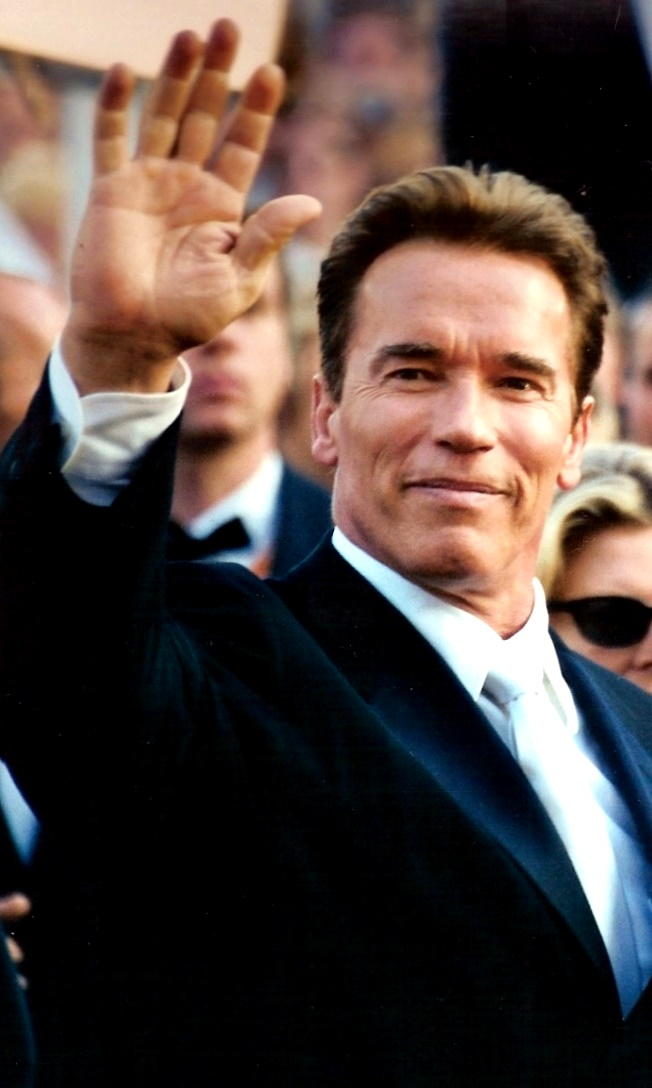
Arnold Schwarzenegger au Festival de Cannes 2003.

La fin des années 1990 et le début des années 2000 marquent cependant un déclin dans la carrière de l'acteur, maintenant quinquagénaire : ses derniers films, comme La Fin des temps (1999), À l'aube du Sixième Jour (2000) et Dommage collatéral (2002) sont des demi-échecs au box-office et ne sont pas accueillis favorablement par les critiques.
En 1997, il obtient le rôle de Mr. Freeze dans Batman et Robin. Le film est un demi-échec au box-office et un échec critique, mais son contrat lui permet de toucher la somme record de 25 millions de dollars ainsi que des pourcentages sur toutes les futures adaptations du film.
Il renoue toutefois encore avec le succès en incarnant une troisième fois le Terminator dans Terminator 3 : Le Soulèvement des machines (2003). On le voit faire encore quelques apparitions en guest star dans Bienvenue dans la jungle (2003) et Le Tour du monde en quatre-vingts jours (2004), avant qu'il ne se consacre à la politique,. Il se contente dès lors de caméos, misant sur son image d'icône du cinéma d'action.
Parfois surnommé « Schwarzy », il a joué principalement dans des films d'action qui mettent en avant son physique musclé. Il est en concurrence dans ce domaine avec Sylvester Stallone. Dans le film Demolition Man (1993), dont l'acteur principal est Sylvester Stallone, il est fait allusion à Arnold Schwarzenegger, comme un clin d'œil d'une vedette à l'autre. L'action de ce film se déroulant dans le futur, Schwarzenegger y est cité comme ayant été élu président des États-Unis, sa popularité grandissante fit que le 61e amendement à la Constitution fut voté et supprime la restriction sur le lieu de naissance des candidats au bureau ovale. Le film Last Action Hero (1993) d'Arnold Schwarzenegger contient un clin d'œil de même nature, Sylvester Stallone y étant représenté sur une affiche dans le personnage de Terminator. Il fait en 2010 un caméo dans le film d'action choral The Expendables réalisé par Sylvester Stallone.
En janvier 2011, son second mandat de gouverneur de Californie étant arrivé à son terme et ne pouvant renouveler son mandat, il annonce son retour au cinéma.

### Années 2010: retour

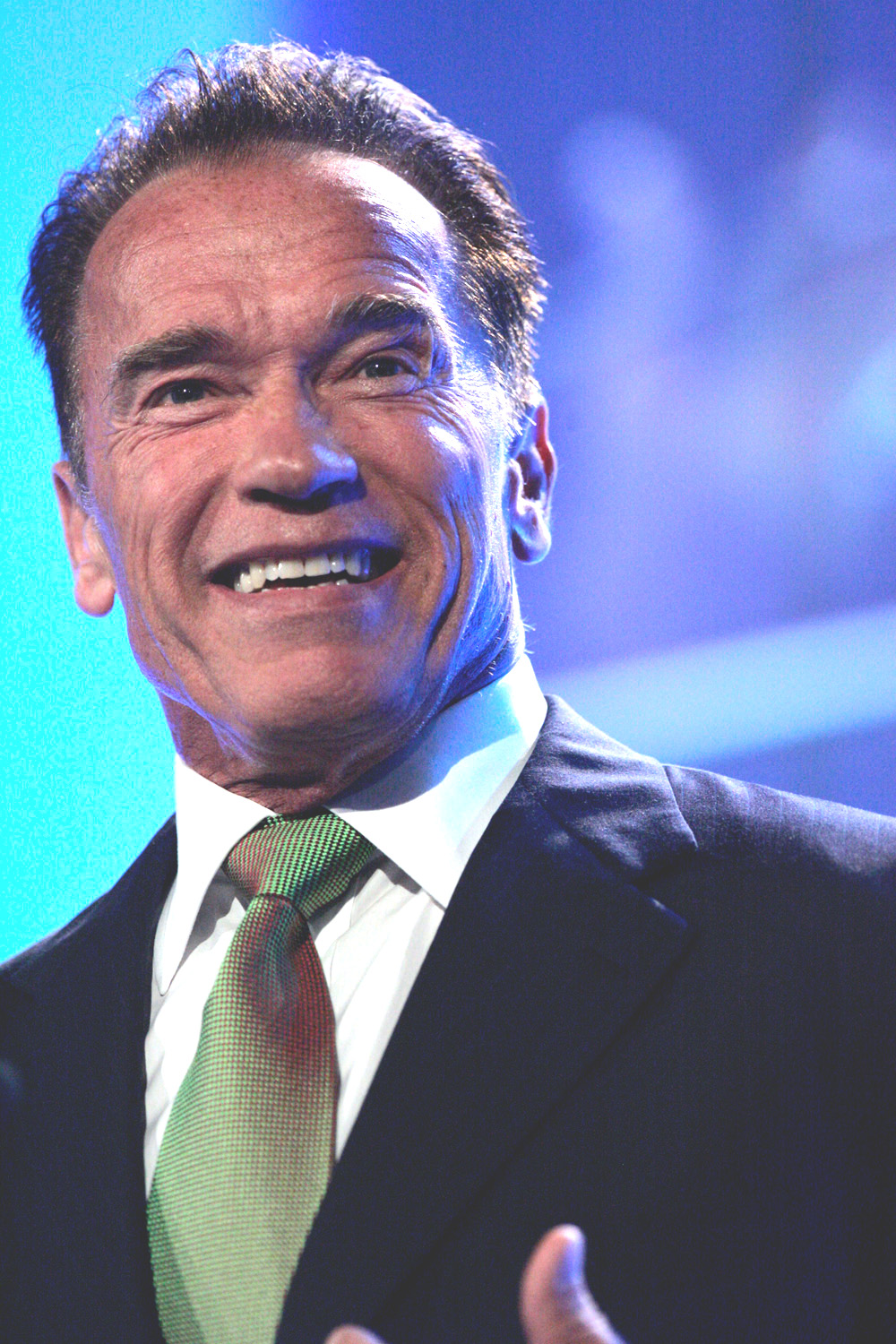
Arnold Schwarzenegger en 2013.

En 2012, Arnold Schwarzenegger est à l'affiche d’Expendables 2 : Unité spéciale, cette fois pour un véritable rôle. La même année il monte un projet de série animée avec Stan Lee intitulée The Governator, mais le scandale lié à ses infidélités conjugales amène les sociétés productrices à se retirer du projet qui est abandonné.
L'année 2013 est marquée par la sortie de deux films pour lesquels il est dirigé par des cinéastes étrangers : d'abord le sud-coréen Kim Jee-woon pour le crépusculaire Le Dernier rempart, où il incarne le shérif d'une petite ville américaine. Puis il retrouve Sylvester Stallone pour le thriller d'action Évasion, racontant l'histoire d'un concepteur de la sécurité la plus aboutie pour les prisons qui se retrouvera lui-même incarcéré et devra trouver le moyen de s'en sortir. La mise en scène est assurée par le suédois Mikael Håfström. Si Le Dernier rempart ne trouve pas son public, Évasion obtient un succès davantage à l'international, amortissant la contre-performance du film sur le sol américain.
L'année 2012 voit l'entrée en production du film Sabotage, réalisé par un spécialiste du cinéma urbain nord-américain, David Ayer, où Arnold Schwarzenegger joue un rôle au sein d'une unité d'élite. Le film sort en 2014. La même année, le cinéaste reprend son personnage de Trench Mauser dans Expendables 3 afin de boucler la trilogie des Expendables.
En 2015, il fait son grand retour dans le rôle du T-800 pour le blockbuster Terminator Genisys. Mais ce cinquième opus de la franchise, pensé comme un reboot, et réalisé par Alan Taylor, est un échec critique et commercial [contradiction, pour le box-office, avec l'article de Wikipédia sur ce film], mettant un terme aux projets de suite. Quant au drame post-apocalyptique d'horreur indépendant Maggie, qu'il produit également, et où il évolue aux côtés de la jeune Abigail Breslin, il divise la critique.
D'après Le Figaro en 2015, Arnold Schwarzenegger cumule « 509 personnages tués dans ses films, dont 278 par armes à feu, 91 dans des explosions, 60 par arme blanche et 2 par étranglement ».

### Années 2020
En avril 2021, Arnold Schwarzenegger prête sa voix au personnage principal de la série d'animation dérivée du film Un flic à la maternelle (Kindergarten Cop) intitulée Superhero Kindergarten (en), diffusée aux États-Unis sur la chaîne Kartoon Channel,,. En 2023, l'acteur obtient le rôle principal dans la série Fubar, diffusée sur Netflix.

### Projets
En octobre 2012, le projet d'un nouveau volet de Conan le Barbare avec Arnold Schwarzenegger, intitulé The Legend of Conan, et produit par Fredrik Malmbergest, est annoncé officiellement.
En mai 2013, l'acteur annonce également la suite du film Jumeaux, intitulé Triplés, qui lui permettra de retrouver Danny DeVito et de jouer avec Eddie Murphy, qui jouera le rôle du troisième frère.

### Revenus d'acteur

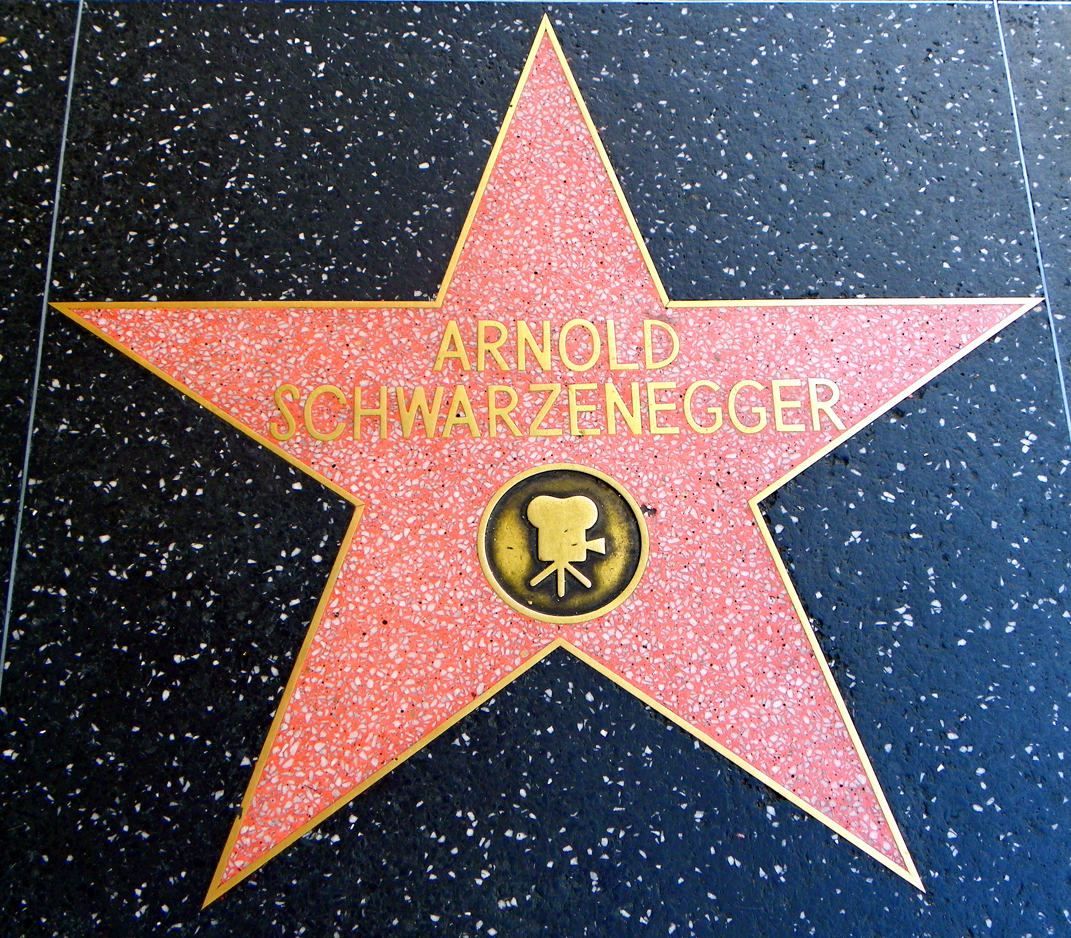
L'étoile d'Arnold Schwarzenegger sur le Hollywood Walk of Fame.

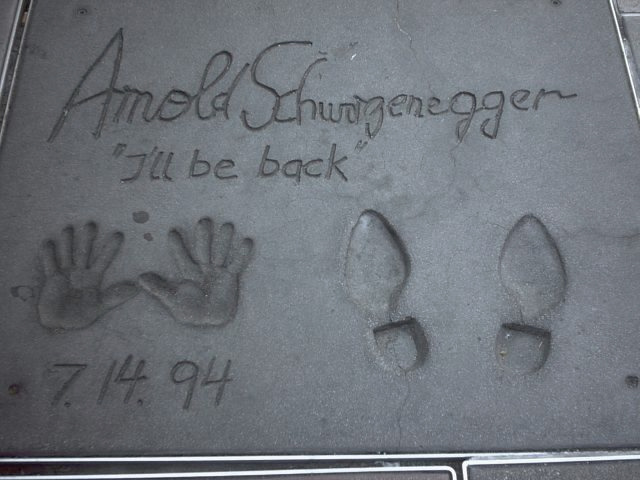
Marques des mains et des pieds de Schwarzenegger devant le Grauman's Chinese Theatre sur Hollywood Boulevard, à Los Angeles.

Les cachets de Schwarzenegger ont connu la même évolution que sa notoriété. Ainsi en 1970, pour son 1er film, Hercule à New York, il touche 12 000 $. Trente-trois ans plus tard, en 2003 pour Terminator 3 : Le Soulèvement des machines, il touche 30 000 000 $.
| Film                                       | Année | Cachet       |
| ------------------------------------------ | ----- | ------------ |
| Hercule à New York                         | 1970  | 12 000 $     |
| Cactus Jack ou le Villain                  | 1979  | - $          |
| Conan le Barbare                           | 1982  | 250 000 $    |
| Conan le Destructeur                       | 1984  | 360 000 $    |
| Terminator                                 | 1984  | 750 000 $    |
| Kalidor                                    | 1985  | - $          |
| Commando                                   | 1985  | 2 000 000 $  |
| Predator                                   | 1987  | 3 500 000 $  |
| Un flic à la maternelle                    | 1990  | 12 000 000 $ |
| Terminator 2 : Le Jugement dernier         | 1991  | 15 000 000 $ |
| Last Action Hero                           | 1993  | 15 000 000 $ |
| True Lies                                  | 1994  | 15 000 000 $ |
| Junior                                     | 1994  | 15 000 000 $ |
| L'Effaceur                                 | 1996  | 20 000 000 $ |
| La Course au jouet                         | 1996  | 20 000 000 $ |
| Batman & Robin                             | 1997  | 25 000 000 $ |
| La Fin des temps                           | 1999  | 25 000 000 $ |
| À l'aube du sixième jour                   | 2000  | 25 000 000 $ |
| Dommage collatéral                         | 2002  | 25 000 000 $ |
| Terminator 3 : Le Soulèvement des machines | 2003  | 30 000 000 $ |

### Filmographie
La carrière d'Arnold Schwarzenegger comme acteur compte plus d'une trentaine de films. Il s'est également lancé dans la réalisation et la production. Il a incarné le personnage principal de deux franchises cinématographiques à succès, Conan le Barbare dans deux films en 1982 puis 1984 et le T-800 durant 35 ans dans 5 films de la franchise Terminator . Parmi ses autres rôles notables, on peut citer John Matrix dans Commando, Ben Richards dans Running Man, le major Alan « Dutch » Schaffer dans Predator, l'inspecteur John Kimble dans Un flic à la maternelle, Douglas Quaid dans Total Recall, Jack Slater dans Last Action Hero, Harry Tasker dans True Lies et Howard Langston dans La Course au jouet.
Bien que sa carrière ait été mise en pause en raison de son poste de gouverneur de Californie, il a fait des apparitions notamment dans Expendables : Unité spéciale. Le 11 février 2011, il annonce qu'il reprend sa carrière d'acteur.

#### Rivalité avec Sylvester Stallone comme vedette de films d'action

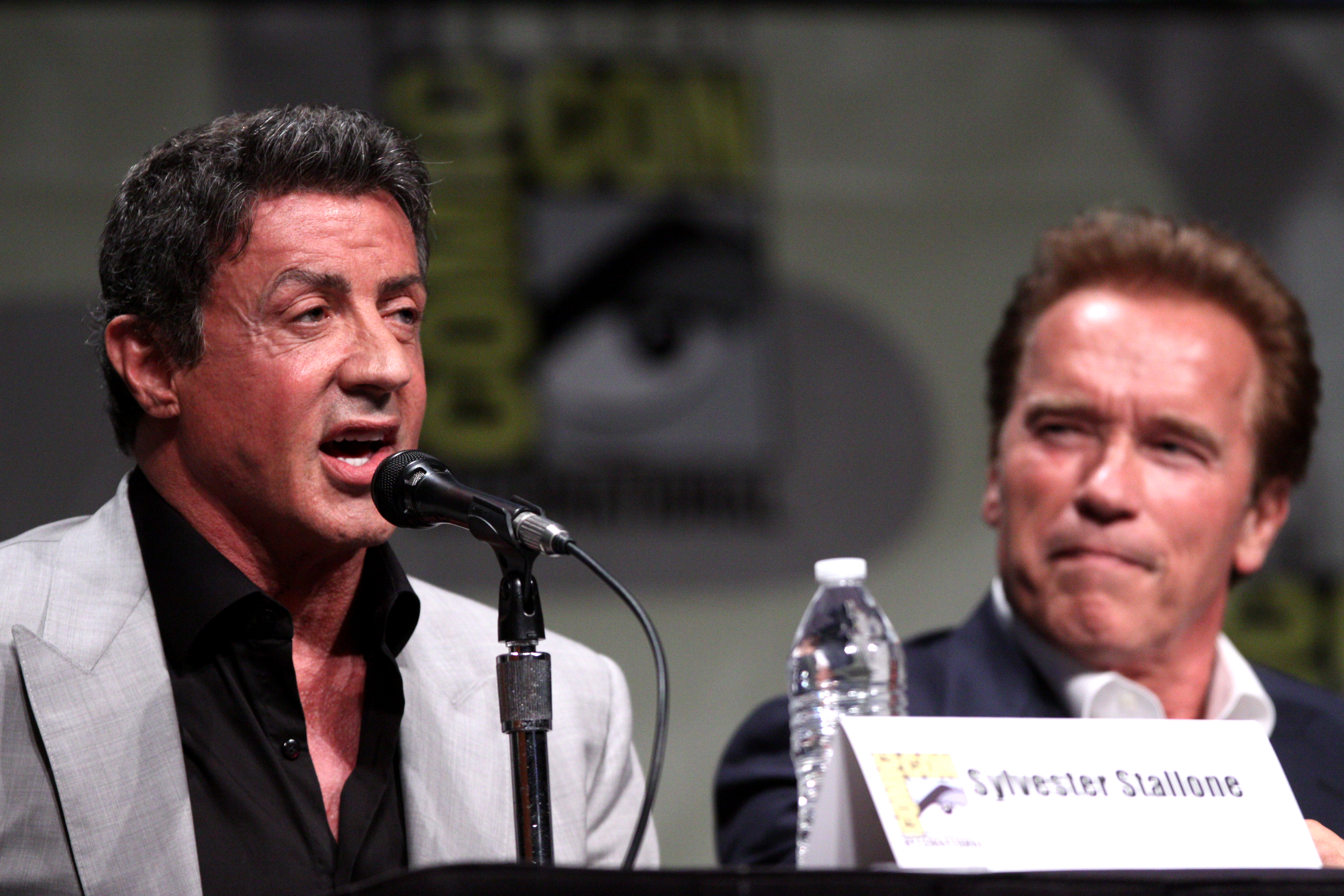
Stallone et Schwarzenegger en 2012 lors de la San Diego Comic-Con en Californie.

Arnold Schwarzenegger et Sylvester Stallone ont partagé une « rivalité » à partir des années 1980, du fait de leur statut respectif d'acteurs vedettes des films d'action, cette rivalité se transformant, au fil des années, en amitié.

## Homme d'affaires
À l'âge de 30 ans, bien avant le début de sa carrière au cinéma, Arnold Schwarzenegger a fait fortune dans l'immobilier.
Il obtient un diplôme universitaire en Affaires de l'université du Wisconsin. En 1968, Schwarzenegger et Franco Columbu ont commencé à faire des affaires dans le bâtiment, lesquelles ont ensuite prospéré, notamment avec la hausse de la demande après le tremblement de terre de Sylmar (un quartier de Los Angeles) survenu en 1971. Schwarzenegger investit une partie de ses profits et des gains gagnés lors de compétitions de musculation dans sa nouvelle entreprise immobilière, achète son premier immeuble pour 10 000 dollars et investit ensuite dans plusieurs entreprises. Il devient alors millionnaire. Son domicile se situe dans Brentwood, le quartier huppé de Los Angeles.
En 1992, lui et sa femme ouvrent un restaurant autrichien à Santa Monica appelé Schatzi On Main. « Schatzi » signifie littéralement « Petit trésor », terme familier pour « chéri » en allemand. Schwarzenegger n'a plus de parts dans ce restaurant depuis 1998.
Il est également l'un des fondateurs de la chaîne de restaurants Planet Hollywood — créée en 1991 —, avec Bruce Willis, Sylvester Stallone et Demi Moore. En janvier 2000, à la suite des difficultés financières rencontrées par Planet Hollywood, l'acteur annonce qu'il ne reconduira pas sa collaboration avec la chaîne de restaurants, son contrat venant alors d'arriver à son terme. Depuis cette date, il n'a plus de parts dans la société Planet Hollywood.

## Homme politique

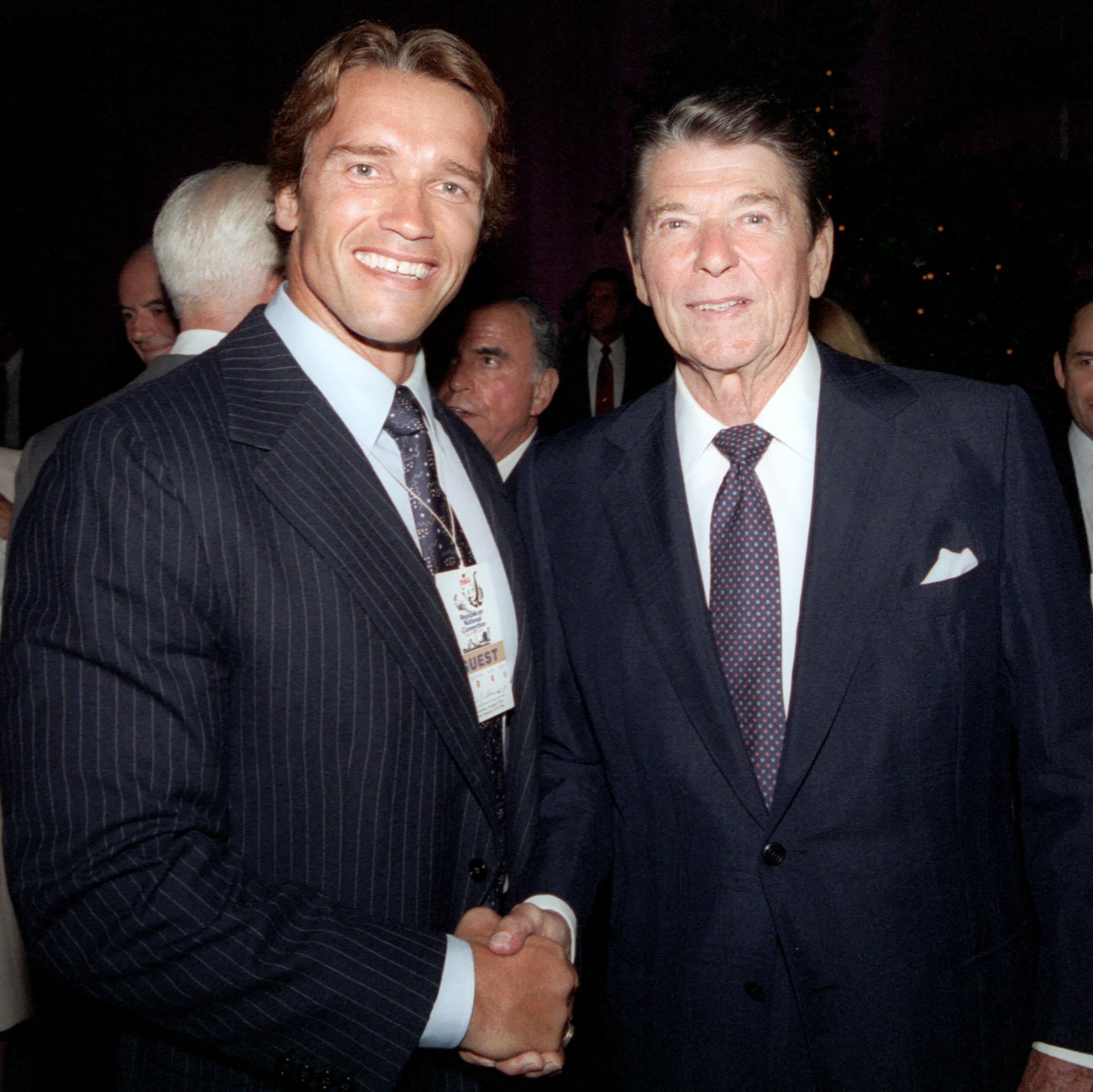
Arnold Schwarzenegger et le président des États-Unis Ronald Reagan en 1984.

Arnold Schwarzenegger, à la différence de nombreuses personnalités du cinéma hollywoodien connues pour être proches du Parti démocrate, a toujours affiché son appartenance au Parti républicain. À l'occasion d'un discours prononcé à la Convention nationale républicaine de 2004, à New York, Schwarzenegger a expliqué dans quelles circonstances il s'est positionné politiquement, dès son arrivée aux États-Unis :
« Je suis finalement arrivé ici en 1968. Quelle journée spéciale c'était [sic]. Je me souviens de mon arrivée ici avec les poches vides, mais plein de rêves, plein de détermination, plein de désir. La campagne présidentielle battait son plein. Je me souviens regardant le duel présidentiel Nixon-Humphrey à la télévision. Un de mes amis parlant l'allemand et l'anglais traduisait pour moi. J'ai entendu Humphrey dire des choses sonnant comme le socialisme, que je venais de quitter. Mais ensuite, j'ai entendu parler Nixon. Il parlait de la libre entreprise […], de réduire les impôts et de renforcer l'armée. À écouter Nixon parler, cela sonnait plus comme une bouffée d'air frais. J'ai dit à mon ami : « De quel parti est-il ? ». Mon ami a dit : « Il est républicain. ». J'ai dit : « Alors, je suis un républicain. ». Et j'ai été un républicain depuis. »
Son premier poste politique est celui de président (chairman) du Conseil du Président sur le conditionnement physique et les sports (« President's Council on Physical Fitness and Sports »), fonction qu'il occupe de 1990 à 1993. Il est nommé à ce poste par le président des États-Unis de l'époque, George H. W. Bush, qui le surnomme « Conan le républicain » à l'occasion du soutien public de l'acteur à sa candidature pour l'élection présidentielle américaine de 1988. Il assume ensuite, à partir de 1993, les fonctions de président (chairman) du conseil du gouverneur de Californie sur le conditionnement physique et les sports (« California Governor's Council on Physical Fitness and Sports ») durant la mandature de Pete Wilson, gouverneur républicain de Californie de 1991 à 1999. Durant la première guerre du golfe, il s'investit pour faire parvenir des machines de musculation aux soldats américains stationnés en Arabie saoudite dans l'ennuyeuse attente de l'attaque contre l'Irak.[réf. souhaitée]

### Élection au poste de gouverneur de Californie en 2003

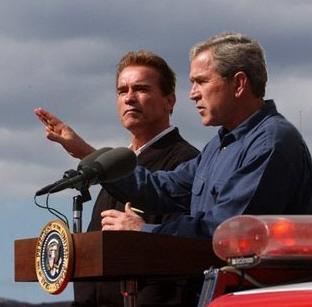
Arnold Schwarzenegger en compagnie de George W. Bush en novembre 2003.

Arnold Schwarzenegger est l'un des deux candidats issus du Parti républicain au poste de gouverneur de Californie en 2003, après le déclenchement – à l'initiative du parlementaire républicain Darrell Issa – d'une procédure de destitution par rappel populaire (recall) de Gray Davis, le titulaire démocrate depuis 1999, réélu l'année précédente.
Le 7 octobre 2003, au terme d'une campagne électorale confuse et marquée par une forte agitation médiatique, Gray Davis est destitué par 55,4 % des électeurs, et à la deuxième question se portant sur le choix d'un successeur, Schwarzenegger est élu gouverneur de Californie en réunissant 48,6 % des votes (environ 4,2 millions de voix) pour terminer le mandat. Il a notamment battu ainsi le candidat démocrate Cruz Bustamante, adjoint de Davis, qui n'a obtenu que 31,5 % des suffrages. 135 candidats avaient rempli les conditions pour pouvoir postuler (rassembler 65 signatures de soutien, et déposer un chèque de 3 500 dollars) : parmi eux, l'indépendante Arianna Huffington, célèbre chroniqueuse de la vie politique, et des candidats fantaisistes, comme Larry Flynt, le magnat de la presse pornographique, Gary Coleman, l’ancienne jeune vedette de la série télévisée Arnold et Willy, Mary Carey, star du film X, etc. La participation électorale s'est élevée à 60 %, contre 51 % en novembre 2002 pour le précédent scrutin. En dépit d'accusations de harcèlement sexuel et d'écarts de conduite misogynes formulées pendant la campagne, Schwarzenegger a réussi à convaincre 42 % des femmes et 49 % des hommes. Favori dans les sondages, à la suite du seul débat public de la campagne, le 24 septembre 2003, il a également surfé sur l’immense vague d’impopularité du gouverneur sortant, pourtant soutenu par l'ancien président Bill Clinton. Selon Alex Cooke, réalisatrice du documentaire franco-britannique Arnold à la conquête de l’Ouest (How Arnold won the West, 2004), consacré à cette élection, Schwarzenegger a transformé le scrutin qui l'a porté au pouvoir en spectacle entièrement basé sur son statut de star du cinéma hollywoodien. Argent, célébrité et marketing ont ainsi dominé la campagne électorale, au détriment des idées politiques, le programme de Schwarzenegger étant, du reste, essentiellement basé sur la dénonciation des excès de dépenses et de taxes attribués au gouvernement sortant. La procédure du recall est, par ailleurs, apparue comme une manœuvre des républicains pour prendre le contrôle du poste de gouverneur d'un des États les plus importants de l'Union, dans la perspective de l'élection présidentielle de 2004.
Il s'agit seulement du second cas victorieux de recall pour un gouverneur aux États-Unis, toutes les autres tentatives ayant échoué à l'exception de celle de 1921 contre le gouverneur du Dakota du Nord.
Schwarzenegger prend ses fonctions de gouverneur, au Capitole de l'État de Californie à Sacramento, le 17 novembre 2003. La cérémonie d'inauguration a été ouverte par Vanessa Lynn Williams, sa partenaire dans le film L'Effaceur, chantant l'hymne national américain. Parmi les autres stars invitées se trouvaient Danny DeVito, Rhea Perlman, Dennis Miller et Rob Lowe (seul Miller est républicain).

Ses premiers mots en tant que gouverneur furent les suivants : 
« Aujourd'hui est un nouveau jour pour la Californie. Je ne me suis pas présenté à cette élection pour faire les choses de la même manière qu'elles ont toujours été faites. Mon principal souci est de rétablir votre confiance dans le gouvernement californien… Cette élection ne s'est pas tenue pour remplacer un homme. Elle ne s'est pas tenue non plus pour remplacer le parti majoritaire en place. Elle a eu lieu pour changer l'intégralité du paysage politique de notre État. »
| Année | Mandat                   | Élection | Candidat              | Parti       | Voix      | %    | Concurrents         | Parti        | Voix      | %    |
| ----- | ------------------------ | -------- | --------------------- | ----------- | --------- | ---- | ------------------- | ------------ | --------- | ---- |
| 2003  | Gouverneur de Californie | Spéciale | Arnold Schwarzenegger | Républicain | 4 206 284 | 48,6 | Cruz Bustamante     | Démocrate    | 2 724 874 | 31,5 |
| 2003  | Gouverneur de Californie | Spéciale | Arnold Schwarzenegger | Républicain | 4 206 284 | 48,6 | Tom McClintock      | Républicain  | 1 161 287 | 13,5 |
| 2003  | Gouverneur de Californie | Spéciale | Arnold Schwarzenegger | Républicain | 4 206 284 | 48,6 | Peter Miguel Camejo | Vert         | 242 247   | 2,8  |
| 2003  | Gouverneur de Californie | Spéciale | Arnold Schwarzenegger | Républicain | 4 206 284 | 48,6 | Arianna Huffington  | Indépendante | 47 505    | 0,6  |

### Premier mandat: gouvernorat

#### 2003-2004
Dès les premières heures de son gouvernorat, Schwarzenegger concrétise sa promesse électorale d'abaisser les cotisations sur le secteur automobile par rapport aux dispositions prises par son prédécesseur pour renflouer les caisses de l'État. Le niveau de taxes est restauré à celui de 1998.
Après sa première journée, il propose un plan avec trois objectifs pour assainir le budget de la Californie :
- il propose de réunir 15 milliards de dollars US avec des ventes d'une partie du patrimoine de l'État.
- il appelle les électeurs à voter un amendement constitutionnel limitant les dépenses de l'État.
- il propose une réforme complète du système de prise en charge des accidents du travail pour les travailleurs californiens.

Il demande également aux députés californiens de se réunir en session extraordinaire pour obtenir une restriction des dépenses. Il initie cette idée en acceptant de remplir son mandat de gouverneur sans avoir de salaire, permettant ainsi l'économie de 175 000 dollars US par an.
Pour parvenir à atteindre ses deux premiers objectifs, il soumet le 2 mars 2004 les propositions 57 et 58 au vote des députés californiens pour permettre un équilibre du budget. La proposition 57 est adoptée avec 63,3 % des votes et la proposition 58 avec 71 % des votes. Le troisième objectif est, quant à lui, accompli avec l'adoption d'un décret du 19 avril 2004 réformant le système compensatoire des travailleurs californiens.
Le 20 avril 2004, il signe un ordre d’application pour le développement d'un nouveau réseau californien d’autoroutes à l’hydrogène, d’ici à 2010. Le but est d’accélérer la commercialisation des véhicules équipés de piles à combustible fonctionnant à l’hydrogène.

Le 1er mai 2004, il effectue en Israël son premier voyage officiel à l'étranger, avec pour objectif de promouvoir les intérêts commerciaux de la Californie à une échelle internationale. Le choix d'Israël comme premier pays visité ayant aussi une portée symbolique, le soir de son arrivée, le gouverneur de Californie déclare : 
« Parce que je viens d'un pays [l'Autriche] où nous avons vu une histoire de préjugés [raciaux] qui a conduit à de terribles atrocités, je me suis engagé à voyager de par le monde pour promouvoir la tolérance. »
 Le 2 mai, il rencontre le Premier ministre israélien Ariel Sharon et assiste à une cérémonie pour la construction du Musée de la tolérance du Centre Simon-Wiesenthal à Jérusalem, avant d'aller visiter le mémorial de Yad Vashem pour les victimes de l'Holocauste. Il se rend le lendemain à Amman, en Jordanie, pour rencontrer le roi Abdallah II.
Selon une enquête de l'institut The Field Poll, en janvier 2004, après ses deux premiers mois de mandat, l'action du gouverneur Schwarzenegger était soutenue par 52 % des électeurs inscrits. En comparaison, en mars 1999, après deux mois de mandat, l'action du gouverneur Davis, démocrate, était approuvée par 58 % des Californiens. Selon les sondages d'opinion effectués ensuite par The Field Poll, le taux d'approbation de l'action de Schwarzenegger par les électeurs passe de 52 % en janvier à 56 % en février, puis à 65 % en mai 2004.
Le 4 août 2004, il se rend à Las Vegas, dans l'État voisin du Nevada, pour lancer une campagne nationale de promotion, destinée à encourager les entreprises installées dans d'autres États à investir en Californie et à y créer des emplois, avec ce slogan : « Arnold Says: California Wants Your Business. (Actually, he says Kah-li-fornia.) »,.
Le 29 septembre 2004, une loi interdit la production et la vente de foie gras en Californie à compter de 2012.
Au niveau national, il soutient le président républicain sortant George W. Bush lors de sa campagne pour être réélu à la tête de l'État fédéral en novembre 2004 - son intervention en faveur de Bush lors de la Convention républicaine de New York, le 31 août, au Madison Square Garden devant plus de 22 000 spectateurs, est particulièrement remarquée.

#### 2005

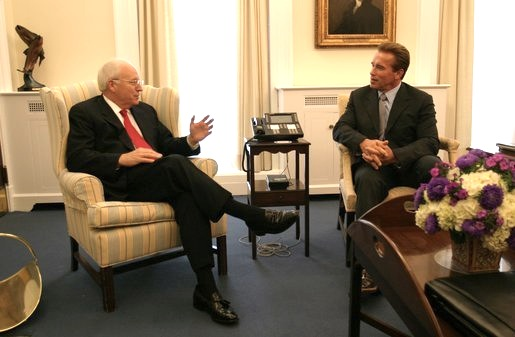
Le vice-président des États-Unis Dick Cheney et le gouverneur Arnold Schwarzenegger lors de leur première rencontre à la Maison-Blanche, le 30 octobre 2003.

En juin 2005, d'après des enquêtes de l'institut The Field Poll, l'action de Schwarzenegger en tant que gouverneur est soutenue par seulement 37 % des électeurs inscrits. Ils étaient 65 % à approuver son action en septembre 2004, et encore 55 % en février de l'année suivante.

À l'occasion d'un entretien accordé au journaliste Régis Le Sommier, pour le magazine français Paris Match, dans son bureau de gouverneur à Sacramento, au début de l'été 2005, alors qu'on lui demande si, étant un modéré, il est toujours à l'aise au sein du Parti républicain, celui de Dick Cheney et de Karl Rove, Arnold Schwarzenegger répond : 
« Je suis à l'aise dans le parti qui milite pour moins de gouvernement, plus de secteur privé, un parti qui croit à plus de libertés et laisse les gens faire des affaires sans que le gouvernement mette des lois, des impôts et des taxes en travers de leur route. Je suis du parti qui croit à une armée puissante, qui défend l'ordre et la loi, punit les criminels, y compris par la peine de mort. C'est trop restreint de dire que c'est le parti de Dick Cheney ou celui de Karl Rove. C'est aussi celui d'Abraham Lincoln. Il existe depuis longtemps et nous n'apportons, moi et les autres, qu'une modeste contribution. Et nous ne sommes pas éternels. Les idées évoluent avec le temps. Le Parti républicain va du centre à la droite. Moi, je suis fermement au centre. »
En septembre 2005, il annonce qu'il mettra son veto suspensif au projet de loi de légalisation du mariage homosexuel, approuvé par le Parlement californien à majorité démocrate. Il estime que le texte contredit le vote des électeurs qui avaient approuvé en 2000 par référendum la proposition de loi empêchant la Californie de reconnaître les unions homosexuelles célébrées dans les autres États.
Voulant passer outre l'opposition démocrate, il soumet à référendum plusieurs propositions de lois qu'il estime indispensables pour gouverner. Il se heurte alors aux infirmières, aux enseignants, aux policiers, aux pompiers, et à leurs syndicats, concernés par ces réformes mais aussi à Warren Beatty, son principal détracteur à Hollywood qui mène une campagne très active pour faire échouer le référendum. Le 8 novembre 2005, les électeurs rejettent finalement nettement les deux propositions de réforme les plus décisives concernant, d'une part, une limitation des dépenses budgétaires et un pouvoir accru au gouverneur dans ce domaine, et d'autre part, le transfert du pouvoir du redécoupage électoral des élus aux juges, ainsi qu'une proposition pour un allongement de la période nécessaire aux enseignants du public pour être titularisés, et celle concernant un contrôle des contributions syndicales aux partis politiques.
Cette défaite est alors considérée de mauvais augure pour le gouverneur qui brigue le renouvellement de son mandat, en 2006.
Selon le Public Policy Institute of California, en un an, sa cote de popularité auprès des électeurs est tombée de 69 % d'opinions favorables, en octobre 2004, à 38 % en octobre 2005.
Il est vivement critiqué pour avoir, le 12 décembre 2005, refusé sa grâce au condamné à mort Stanley Williams, exécuté le lendemain par injection intraveineuse létale à la prison d'État de Saint-Quentin. Des responsables politiques de sa ville natale de Graz ont exigé deux jours après ce refus de grâce que soit débaptisé le stade portant son nom, pour porter le nom du condamné à mort. Dans un communiqué du 20 décembre, Schwarzenegger se dit « déçu » et contre-attaque en retirant de lui-même le droit d'utiliser son nom qu'il avait accordé en 1997 et renonce à sa citoyenneté d'honneur. Le stade de Graz est finalement débaptisé dans la nuit du 26 au 27 décembre 2005.
En décembre 2005, avec un taux d'approbation de 34 % (contre 63 % d'opinions négatives), il n'arrive qu'en 46e position en termes de popularité parmi les 50 gouverneurs du pays.

#### 2006
Le 13 janvier 2006, Arnold Schwarzenegger refuse une nouvelle grâce au prisonnier le plus vieux de Californie, Clarence Ray Allen, qui avait commandité le meurtre de trois personnes à Fresno en 1980. Le 13 juillet suivant, il approuve une loi pour le développement des carburants verts dans son État où roulent près de 33 millions de véhicules. La Californie devra produire elle-même quarante pour cent de ses besoins en agrocarburants d'ici à 2020. Sept jours plus tard, il demande à son administration de fournir un prêt allant jusqu'à 150 millions de dollars pour renforcer un programme de recherche sur les cellules souches, approuvé par les électeurs californiens lors d'un référendum en 2004. Cette décision intervient en réaction au veto mis la veille par le président George W. Bush à un projet de loi visant à lever les limites posées en août 2001 au financement fédéral de la recherche sur les cellules souches embryonnaires.
En août 2006, selon une enquête du Public Policy Institute of California, dans la perspective des prochaines échéances électorales, il est crédité de 45 % des intentions de vote, contre 32 % pour le trésorier d'État - ou secrétaire au Trésor de l'État - Phil Angelides (en), son principal adversaire - démocrate - dans la course au poste de gouverneur de Californie. Les autres candidats recueillent seulement 6 % des intentions de vote, 17 % des électeurs potentiels restant indécis. Parmi ceux qui affirment alors vouloir voter pour le gouverneur sortant, figurent 51 % des électeurs blancs (« Whites ») et seulement 25 % des électeurs d'origine hispanique (« Latinos »).
Le 30 août 2006, il signe un accord avec le Parlement de Californie - en majorité démocrate - pour diminuer la production de gaz à effet de serre, mettant l’État en conformité avec le protocole de Kyoto. La décision AB32 (Assembly Bill 32) prévoit de réduire d’un quart les émissions de gaz à effet de serre d’ici à 2020. Des sanctions financières seront prises contre les industries qui ne respectent pas cet engagement. Un marché de permis d’émissions sera créé et contrôlé par l’Air Resources Board.
Avec ce « Global Warming Solutions Act », le gouverneur de Californie a pris ainsi officiellement la décision d’aller, une nouvelle fois, à l’encontre de la politique du président George W. Bush, ici en matière d'écologie, en appliquant au niveau local une politique de réduction des émissions de gaz à effet de serre. Schwarzenegger a même signé un partenariat inédit avec le Premier ministre britannique Tony Blair, qui s'est rendu à Los Angeles le 31 juillet 2006, afin de partager leurs connaissances sur la lutte contre les gaz à effet de serre et à promouvoir ensemble les technologies les moins polluantes. Le « Global Warming Solutions Act of 2006 (en) » (décision AB 32) a été officiellement signé par le gouverneur, lors de cérémonies à San Francisco et Los Angeles, le 27 septembre 2006.
Il fait de la lutte contre le réchauffement climatique un élément central de sa campagne pour être réélu.
En septembre 2006, selon une nouvelle enquête du Public Policy Institute of California, il est crédité de 48 % des intentions de vote, contre 31 % pour le démocrate Phil Angelides. Les autres candidats recueillent toujours 6 % des intentions de vote, les indécis représentant 15 % des électeurs potentiels. 56 % des électeurs blancs et 30 % des électeurs « latinos » affirment vouloir voter pour Schwarzenegger. Toutefois, fin septembre 2006, selon une autre enquête du service d'information The Field Poll, Schwarzenegger est crédité de seulement 44 % des intentions de vote, contre 34 % pour Angelides et avec 15 % d'électeurs indécis…
Le 10 octobre 2006, à l'occasion de la présentation, à San Francisco, du premier avion de Virgin America, nouvelle compagnie aérienne à bas coûts (low cost) ayant installé sa principale plateforme de correspondance sur l'aéroport international de cette ville, il se félicite de la création de 1 700 nouveaux emplois du fait de la présence de la compagnie à San Francisco, et a rappelé que depuis son élection en 2003, la Californie a créé plus de 635 000 nouveaux emplois. Selon le Bureau du Gouverneur, le taux de chômage en Californie est passé, depuis novembre 2003, de 6,8 % à 4,9 %. Toujours selon le même Bureau, outre la campagne de promotion « Arnold Says: California Wants Your Business » évoquée plus haut, et entre autres initiatives, le gouverneur Schwarzenegger est allé en Chine, au Japon et en Israël, pour inviter les touristes à visiter la Californie et à y dépenser leur argent, pour encourager les entreprises à y investir et y créer des emplois, et pour vanter les mérites, auprès de ses « voisins du monde » (« global neighbours »), des produits agricoles californiens.
Le 15 octobre 2006, ainsi que le veut l'usage aux États-Unis, il reçoit le soutien d'un journal pour sa réélection : il s'agit du quotidien de centre-gauche Los Angeles Times qui, tout en notant que sa première année de gouverneur fut « décevante », souligne que par la suite Schwarzenegger a amélioré sa gestion. Le journal salue en outre ses prises de positions « qui se sont distinguées de celles de l'administration Bush ». Un autre quotidien de centre-gauche, le San Francisco Chronicle, apporte son soutien au gouverneur sortant le 19 octobre 2006, affirmant que Schwarzenegger, qui se définit lui-même comme « conservateur sur le plan fiscal, modéré sur le plan social, et progressiste sur le plan environnemental » (« fiscally conservative, socially moderate, environmentally progressive »), mérite d'être reconduit dans ses fonctions par les électeurs.
Selon une enquête du Public Policy Institute of California réalisée dans la troisième semaine du mois d'octobre 2006, il est crédité de 48 % des intentions de vote, contre 30 % pour son principal adversaire Phil Angelides. Les autres candidats recueillent 9 % des intentions de vote, 13 % des électeurs potentiels restant indécis. Le gouverneur sortant est soutenu par 56 % des électeurs blancs (« Whites ») et seulement 25 % des électeurs d'origine hispanique (« Latinos »). L'immigration et l'éducation sont les principaux sujets de préoccupation des électeurs. Selon cette même enquête, l'action de Schwarzenegger en tant que gouverneur est soutenue par 52 % des électeurs et par 47 % des Californiens en général. 81 % des Républicains approuvent sa politique, 60 % des Démocrates la désapprouvent, les Indépendants étant pour leur part assez divisés (45 % approuvent, 47 % désapprouvent). Son action est désapprouvée par une majorité des résidents du comté de Los Angeles (54 %) et de la région de la baie de San Francisco (San Francisco Bay Area, 51 %), Schwarzenegger étant davantage populaire dans le sud de la Californie, en dehors de Los Angeles (Other Southern California), où 53 % des résidents approuvent son action, et surtout dans Central Valley, où 57 % des résidents soutiennent sa politique. On retrouve une répartition géographique similaire en ce qui concerne les intentions de vote pour l'élection du gouverneur : 63 % des électeurs de la région Other Southern California et 56 % des électeurs de la région de Central Valley affirment vouloir voter pour Schwarzenegger, contre 38 % dans le comté de Los Angeles et 40 % dans la San Francisco Bay Area.
Le 27 octobre 2006, il signe un ordre exécutif pour aider la Californie à devenir le chef de file de la révolution des télécommunications, en favorisant le développement de réseaux Internet à haut-débit dans l'État, ainsi que l'utilisation par les organismes gouvernementaux des meilleures technologies pour servir le peuple, et en créant un groupe de travail, réunissant des experts du gouvernement et du monde des affaires, chargé d'aider le gouverneur à identifier et à surmonter les obstacles susceptibles d'empêcher le développement général de l'accès à l'Internet haut-débit en Californie.
Le 30 octobre 2006, il participe à la célébration du quarantième anniversaire de l'élection de Ronald Reagan au poste de gouverneur de Californie, à la Bibliothèque présidentielle Ronald Reagan de Simi Valley : lors de son discours, prononcé notamment devant la veuve de Reagan, il rappelle son admiration pour la personnalité et l'œuvre de l'ancien acteur devenu gouverneur républicain de Californie - élu en 1966 - puis président des États-Unis de 1981 à 1989, et s'engage à essayer de suivre son exemple.

### Réélection au poste de gouverneur de Californie en 2006
Candidat déclaré à sa propre succession dès le 16 septembre 2005, Arnold Schwarzenegger met en valeur, à l'occasion de la campagne électorale en 2006, le bilan de son premier mandat : redémarrage de l'économie californienne, réduction du déficit budgétaire de l'État, baisse des taxes, création de plus de 500 000 emplois, etc.
À en croire notamment le site Internet politique officiel de Schwarzenegger :
- le gouverneur sortant a investi plus d'argent dans l'éducation et les écoles publiques de l'État qu'aucun autre gouverneur dans toute l'histoire de la Californie ; en deux ans, 2,6 milliards de dollars ont été affectés à la construction de 540 nouveaux bâtiments scolaires ; dans son budget 2005-2006, Schwarzenegger a investi 10 325 dollars par an pour chaque élève de Californie ; depuis 2003, il a augmenté le financement public de l'enseignement supérieur de 2 milliards de dollars ;
- il a pris des initiatives fortes dans le domaine environnemental, et notamment dans la lutte anti-pollution et contre le réchauffement climatique (voir plus haut) ; il a préconisé les énergies alternatives et propres, et même si sa tentative de promotion du moteur à hydrogène n'a pas eu de succès, il a ainsi fixé l'objectif d'« un million de toits solaires » (million solar roofs) pour 2018[77] ; une réserve de plus de 10 millions d'hectares devrait être créée dans la Sierra Nevada (Sierra Nevada Conservancy)[77].
- il a travaillé à rationaliser le gouvernement de l'État, le rendant plus efficace, plus rentable, et plus responsable devant le peuple de Californie ;
- il considère la sécurité publique comme étant sa priorité no 1 ; il a constamment tenu à l'application de la loi, soutenu les droits des victimes, et approuvé la législation anti-criminalité rendant la Californie plus sûre pour les familles du pays, face, notamment, aux criminels violents et aux délinquants sexuels ; il a consacré 10 millions de dollars à l'établissement d'un Centre d'État d'évaluation de la menace terroriste (State Terrorism Threat Assessment Center) et, dans son budget de 2005, a accru de 70 % le financement de la réparation des barrages et des plans de protection contre les inondations, plusieurs mois avant que ne survienne la catastrophe de l'ouragan Katrina en Louisiane ;
- il a créé un Département de la Santé Publique (« Department Of Public Health »), destiné à faire face aux catastrophes sanitaires et aux épidémies de grande envergure ; il a favorisé l'accès des Californiens aux médicaments sous prescription ; il a signé la législation pour la lutte contre l'obésité enfantine, et encouragé la recherche sur les cellules souches embryonnaires ;
- il a appelé le Congrès américain à mettre en place une réforme approfondie concernant l'immigration ; il a constamment affirmé que toute politique d'immigration doit se concentrer sur la sécurisation des frontières nationales et s'adresser de manière adaptée aux millions d'immigrants illégaux déjà présents aux États-Unis ; il affirme comprendre que ces immigrants illégaux constituent une part importante de l'économie américaine et que les renvoyer en masse est irréaliste, mais s'il a recommandé l'adoption par le Congrès d'un programme de bon sens pour des emplois temporaires, il n'est pas favorable à la concession d'une amnistie pour ceux qui n'ont pas suivi la voie légale pour venir aux États-Unis, et a toujours refusé d'accorder des permis de conduire à ces immigrants illégaux.

Le trésorier d'État de Californie (en) Phil Angelides (en), concurrent démocrate de Schwarzenegger, met en évidence la part négative du bilan du gouverneur sortant. Angelides signale notamment la situation préoccupante dans laquelle se trouve le système carcéral californien, qui est, selon lui, sur le plan national, le plus coûteux, le plus violent, le plus surchargé, le moins efficace pour préparer la réinsertion des détenus, et pour l'amélioration duquel Schwarzenegger n'a rien fait, le personnel des prisons étant pourtant en sous-effectif. Cinq ans après les grandes coupures électriques tournantes de 2001, qui avaient frappé la Californie après l'effondrement du système déréglementé mis en place en 1998, Angelides dénonce également l'inaction du gouverneur sortant concernant la gestion de l'énergie : pendant trois ans, Schwarzenegger n'a rien fait pour prévenir une nouvelle crise de l'énergie électrique en Californie, bien qu'il ait promis en 2004 que la situation serait mise sous contrôle.
Selon son concurrent démocrate, il sert de puissants intérêts privés et a tourné le dos aux Californiens travailleurs de la classe moyenne. Angelides évoque l'augmentation, durant le mandat de Schwarzenegger, des frais de scolarité dans les universités publiques de Californie, critique également le fait que le gouverneur a soutenu la politique menée par le président George W. Bush en Irak, et dénonce la manœuvre électoraliste que constitue selon lui la politique environnementale du gouverneur sortant, particulièrement mise en avant dans les dernières semaines précédant l'élection, alors que Schwarzenegger a été soutenu financièrement par des entreprises des secteurs pétrolier et automobile. La campagne d'Angelides, toutefois, tire très mal parti d'un enregistrement où l'on entend le gouverneur tenir des propos à caractère raciste et qualifier une députée d'origine cubaine de « chaude ». Schwarzenegger, du reste, en se montrant modéré et favorable à un certain consensus bipartisan, laisse peu de possibilités d'attaques à son adversaire.
Comme en 2003, au-delà des programmes politiques, la campagne électorale semble être une nouvelle fois dominée par la communication, l'apparence et la notoriété… Un seul débat public a eu lieu entre Schwarzenegger et Angelides durant cette campagne, le 7 octobre 2006. À l'argent, au charisme et au pouvoir, s'ajoute désormais pour le gouverneur sortant et ancien acteur, un nouvel atout : Hollywood, qui constitue un groupe d'électeurs puissants, célèbres et fortunés, pourtant proches depuis longtemps, pour la plupart d'entre eux, du Parti démocrate. Il reçoit ainsi le soutien de réalisateurs, de producteurs et d'acteurs tels que Steven Spielberg, Jerry Zucker, James Cameron, Jeffrey Katzenberg, Jerry Bruckheimer, Danny DeVito, Dustin Hoffman, George Clooney… Selon le porte-parole du réalisateur Steven Spielberg, « Steven et Jeffrey [Katzenberg] sont les amis d'Arnold, mais ils sont surtout sensibles à l'approche non partisane du gouverneur. »
Selon une ultime enquête de l'institut The Field Poll avant l'élection, fin octobre 2006, il est crédité de 49 % des intentions de vote, contre 33 % pour Phil Angelides. Les autres candidats recueillent 6 % des intentions de vote, 12 % des électeurs potentiels restant indécis. Le gouverneur sortant est soutenu par 85 % des électeurs républicains, seulement 21 % des électeurs démocrates (59 % d'entre eux soutiennent Angelides), et 39 % des indépendants (« Non-partisans »). Au niveau des communautés, le gouverneur sortant est soutenu par 55 % des électeurs blancs (« White non-Hispanics »), et 36 % des électeurs d'origine hispanique (« Latinos »). Selon cette même enquête, 78 % des électeurs pensent qu'il sera réélu.
L'élection pour le poste de gouverneur de Californie a lieu le 7 novembre 2006. Elle coïncide avec les Élections de mi-mandat aux États-Unis (elles arrivent au milieu du mandat présidentiel), élections qui renouvellent au niveau fédéral, l'ensemble des sièges de la Chambre des représentants et un tiers du Sénat, ainsi qu'avec les élections des gouverneurs de 35 autres États américains. Sans surprise, Arnold Schwarzenegger est réélu pour quatre ans, avec 55,8 % des suffrages (environ 3,8 millions de voix) contre 39,2 % au candidat démocrate Angelides. Dans un contexte de défaite nationale du Parti républicain aux élections parlementaires - les Démocrates devenant majoritaires à la Chambre des représentants, pour la première fois depuis 1994, ainsi qu'au Sénat - et alors que les Démocrates, au niveau des États, remportent six sièges de gouverneurs jusqu'à présent détenus par des Républicains, le gouverneur sortant de Californie a réussi à ne pas être emporté par la vague démocrate.
Depuis l'échec de son référendum sur son programme de réforme en 2005, il a su habilement recentrer son image et lui donner un caractère plus consensuel de nature à séduire sinon l'ensemble des Démocrates, du moins certains d'entre eux - notamment à Hollywood -, ainsi que les indépendants ; par ailleurs, s'il a pris ses distances avec la politique du président Bush dans certains domaines, notamment l'environnement, il a su cependant ménager son électorat républicain par ses actes et ses prises de position en matière, par exemple, de sécurité publique, de gestion des dépenses de l'État, de croissance économique, et d'immigration.
| Année | Mandat                   | Élection | Candidat                        | Parti       | Voix      | %    | Concurrents         | Parti                 | Voix      | %    |
| ----- | ------------------------ | -------- | ------------------------------- | ----------- | --------- | ---- | ------------------- | --------------------- | --------- | ---- |
| 2006  | Gouverneur de Californie | Générale | Arnold Schwarzenegger (sortant) | Républicain | 3 813 059 | 55,8 | Phil Angelides      | Démocrate             | 2 674 919 | 39,2 |
| 2006  | Gouverneur de Californie | Générale | Arnold Schwarzenegger (sortant) | Républicain | 3 813 059 | 55,8 | Peter Miguel Camejo | Vert                  | 155 520   | 2,3  |
| 2006  | Gouverneur de Californie | Générale | Arnold Schwarzenegger (sortant) | Républicain | 3 813 059 | 55,8 | Art Olivier         | Libertarien           | 89 795    | 1,3  |
| 2006  | Gouverneur de Californie | Générale | Arnold Schwarzenegger (sortant) | Républicain | 3 813 059 | 55,8 | Janice Jordan       | Parti paix et liberté | 53 727    | 0,7  |

### Second mandat: gouvernorat

#### Année 2006 (suite)
Dès le lendemain de sa réélection, le gouverneur Schwarzenegger part effectuer avec son épouse Maria Shriver un voyage officiel de deux jours à Mexico, capitale fédérale du Mexique, et à Monterrey, capitale de l'État mexicain du Nuevo Leon. Il s'agit d'un voyage principalement à but commercial : le gouverneur est accompagné de 65 responsables californiens du monde des affaires, de l'agriculture, du tourisme et des transports. Le gouverneur vient notamment promouvoir les produits agricoles cultivés en Californie (épinards, cerises, raisins, vins, etc.). Sur place, il rencontre le président mexicain sortant, Vicente Fox, qui est venu en Californie durant l'été 2006, ainsi que son successeur Felipe Calderon. Le 9 novembre 2006, il annonce la création d'un nouvel Office du tourisme californien à Mexico, des offices similaires ayant déjà été créés au Royaume-Uni, en Allemagne, en Australie et au Japon. Le 10 novembre, il signe avec son homologue mexicain de l'État du Nuevo Leon un accord (« Memorandum of Understanding ») visant à développer la coopération entre les deux États dans les domaines de l'économie, de la technologie, de l'éducation et de la culture. Le Mexique est l'un des principaux partenaires commerciaux de la Californie à l'étranger.
Le 14 novembre 2006, il signe un autre accord Memorandum of Understanding, cette fois-ci avec le ministre israélien du tourisme Isaac Herzog. Cet accord vise à promouvoir le tourisme entre la Californie et Israël.

Le 5 décembre 2006, il annonce à Sacramento de prochaines réformes concernant le redécoupage électoral californien. Il se joint en effet à un groupe de pression, dépassant les clivages politiques, The Voice of Reform Redistricting Coalition, pour proposer un amendement constitutionnel destiné à modifier la façon dont les circonscriptions législatives de l'État (legislative districts) sont dessinées. Cet amendement doit permettre la création d'une commission de citoyens pour le redécoupage électoral (Citizens’ Redistricting Commission), composée de 11 personnes indépendantes et représentants les diverses tendances politiques, reflétant l'ensemble de la population de l'État et libres de tout conflit d'intérêts, commission qui devra lancer un processus transparent destiné à redessiner les limites des « districts » pour notamment faciliter les possibilités d'alternance politique lors des élections, possibilités jugées trop réduites par Schwarzenegger, lequel évoque « un système qui est devenu insensible, et qui est coincé dans le statu quo », avant d'ajouter : 
« Nous devons apporter à nouveau la concurrence dans le processus politique et garantir que nos élus représentent la pleine diversité de la Californie et la volonté du peuple. »
Le 21 décembre 2006, il dévoile sa proposition de réforme du système pénitentiaire californien, pour faire face au problème de la surpopulation carcérale et pour réduire le taux élevé de récidive. Il propose notamment de consacrer 10,9 milliards de dollars au financement de l'augmentation des places dans les prisons d'État et les prisons locales — 78 000 lits supplémentaires sont prévus au total — et au financement d'équipements médicaux, afin d'anticiper l'augmentation de la population et d'apporter aux détenus et au personnel pénitentiaire des conditions de détention et de travail plus sûres. Des mesures pour protéger les enfants contre les délinquants sexuels, développer des programmes destinés à lutter contre la récidive, et réformer le régime de la liberté conditionnelle pour permettre une meilleure application de la loi, sont également proposées.

#### Année 2007

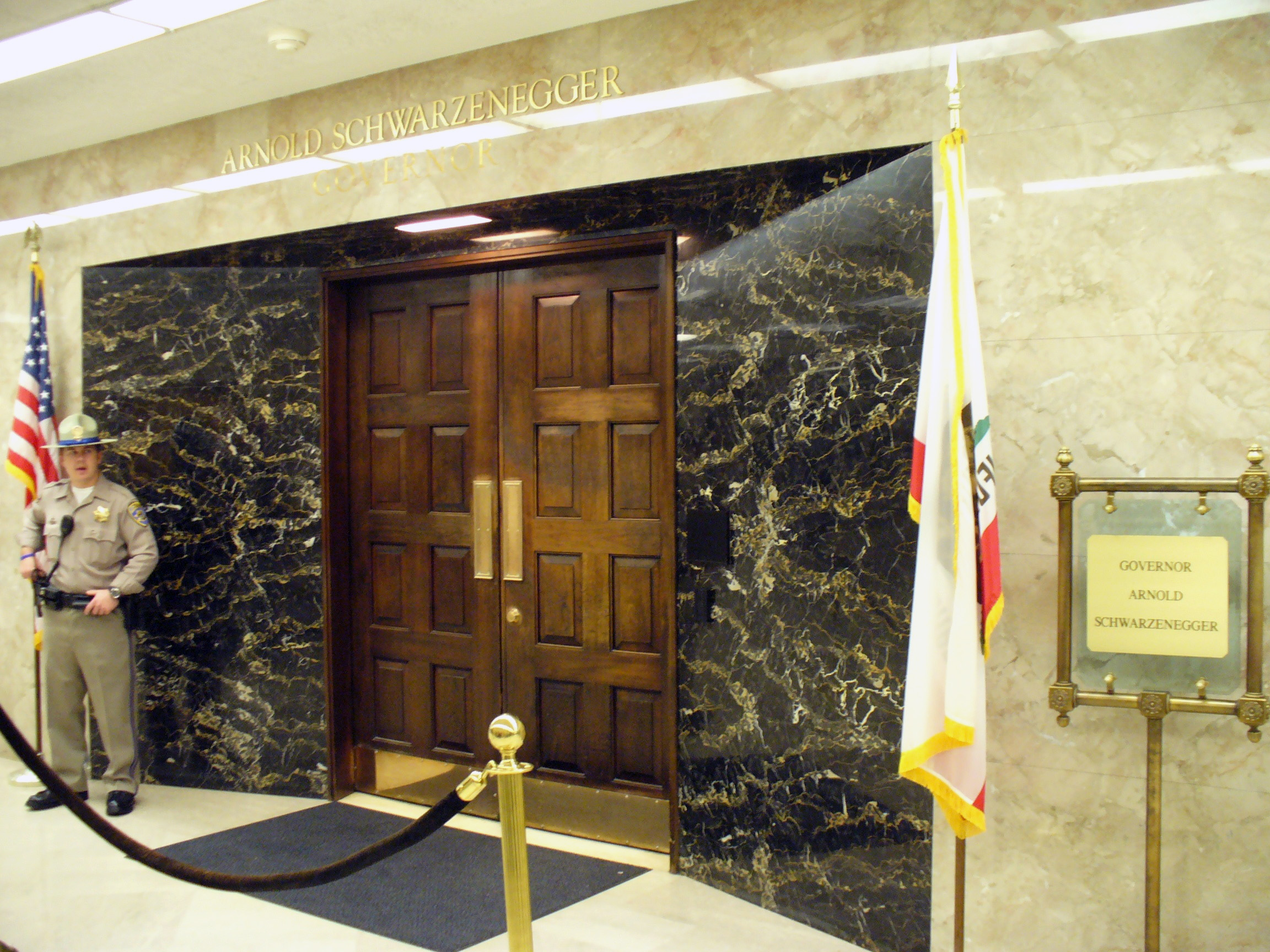
Le bureau officiel du gouverneur Schwarzenegger, au Capitole de l'État de Californie à Sacramento, en 2007.

Le 5 janvier 2007, le gouverneur Schwarzenegger prête serment pour son second mandat, lors d'une cérémonie officielle au Memorial Auditorium de Sacramento.
Le 8 janvier, il propose un plan visant à donner une assurance médicale universelle à l'ensemble de la population de l'État, en faisant partager le coût aux entreprises, aux citoyens, aux hôpitaux, aux assureurs et au gouvernement. Ce plan, selon lui, doit permettre d'économiser 10 milliards de dollars par an, en réduisant les coûts et en redéployant l'argent qui se trouve déjà dans le système de santé. Il n'existe pas, aux États-Unis, de couverture santé universelle au niveau national.

Le 10 janvier, il propose un budget pour 2007-2008 qui, selon lui, élimine le déficit public, règle la dette de l'État, et qui comprend notamment des investissements dans l'éducation, la santé, l'environnement, et la réforme du système carcéral annoncée en décembre, le tout sans augmenter les impôts. Il déclare : 
« Je suis très heureux d'annoncer aujourd'hui que dans ce nouveau budget, notre déficit d'exploitation net a été réduit à zéro. »
 avant d'ajouter : 
« Cela n'était pas facile et notre dur travail n'est nullement fini. Nous devons continuer notre discipline. Nous ne pouvons pas glisser de nouveau dans les mêmes vieilles habitudes. Comme je l'ai souvent dit, nous ne pouvons pas faire la même erreur d'utiliser les revenus pour une dépense continue. […] Ce budget est un budget responsable. »
 Le gouverneur répond à ceux qui le considèrent comme étant devenu un indépendant, qu'il n'en est pas moins « fier d'être un républicain » et qu'il n'a « aucune intention de remplacer les partis ». La veille, il a cependant une nouvelle fois appelé, lors de son discours annuel sur l'état de l'État, devant le Parlement californien, à un consensus bipartisan des républicains et des démocrates au service de la Californie, qui est, selon lui, « l'équivalent moderne des anciennes cités-États » de la Grèce antique, Schwarzenegger précisant qu'elle a, selon lui, « les idées d'Athènes et la force de Sparte ».
Lors d'un entretien accordé à la chaîne de télévision ABC, diffusé quelques jours après l'annonce, le 10 janvier, par le président George W. Bush, du déploiement de 21 500 soldats supplémentaires en Irak pour tenter d’enrayer la violence dans le pays, où plus de 3 000 soldats américains ont trouvé la mort depuis mars 2003, Arnold Schwarzenegger, qui a toujours approuvé l'intervention américaine en Irak, déclare soutenir l'envoi de ces troupes supplémentaires, déclarant qu’il faut « tout donner pour être vainqueurs » et qu'il ne veut pas voir les États-Unis « se retirer en perdants » car cela serait « désastreux » pour le Proche-Orient. Cependant, il affirme également soutenir l’idée d’un calendrier pour un retrait américain par étapes, position défendue par les démocrates.
Le 18 janvier, il signe un ordre exécutif établissant une norme à faible teneur en carbone pour les carburants de transport vendus en Californie (Low Carbon Fuel Standard). La norme, qui doit permettre de réduire l'intensité de carbone des carburants, pour les véhicules à passager californiens, d'au moins 10 % d'ici 2020, est présentée comme la première norme mondiale de limitation des gaz à effet de serre dans le domaine des carburants de transport. Elle doit permettre de réduire à la fois la dépendance au pétrole, qui représente, selon le gouverneur, 96 % du carburant utilisé pour le transport en Californie, et les émissions de ces gaz à effet de serre dont plus de 40 %, dans l'État, sont précisément dues aux carburants de transport.
Le 26 février, il signe un protocole d'accord avec les gouverneurs des États de Washington, de l'Oregon, de l'Arizona et du Nouveau-Mexique, créant l'Initiative des États de l'Ouest pour une action sur le climat, et mettant ainsi en place les conditions nécessaires pour un programme régional de limitation des émissions de gaz à effet de serre et une bourse d'échange des quotas de gaz polluants.
Le 15 mars, le gouverneur signe un ordre exécutif entérinant la décision SB 113 (« Senate Bill 113 ») qui prévoit le déplacement des élections primaires pour désigner, en Californie, les candidats à la prochaine élection présidentielle des États-Unis : ces élections primaires auront désormais lieu au mois février, au lieu du mois de juin, les années d'élection présidentielle, cette dernière ayant traditionnellement lieu en novembre. Il s'agit d'encourager les candidats à l'investiture officielle pour se présenter à l'élection présidentielle à venir faire véritablement campagne en Californie - qui est l'État le plus peuplé des États-Unis, et le plus représenté au Congrès -, bien avant les Conventions nationales des principaux partis politiques désignant les candidatures définitives, afin de permettre aux électeurs californiens de peser davantage dans la désignation des candidats de ces grands partis, engagés dans la course à la Maison-Blanche, et donc dans la campagne électorale nationale.
Le 3 mai, il signe le texte législatif AB 900 (« Assembly Bill 900 », dit aussi Public Safety and Offender Rehabilitation Services Act of 2007) concernant la réforme des prisons californiennes : 7,7 milliards de dollars, destinés à financer l'ajout de 53 000 lits supplémentaires dans les prisons, sont ainsi consacrés au règlement du problème de la surpopulation carcérale en Californie. Le montant du budget consenti et le nombre de lits finalement prévus ont été revus à la baisse, en comparaison de ce que le gouverneur avait proposé en décembre 2006.
Les 29, 30 et 31 mai, il effectue un voyage officiel au Canada, avec une délégation de dirigeants d'affaires californiens l'accompagnant pour examiner des possibilités de collaboration en matière de commerce, de recherche et d'innovation. À Toronto ; le 30 mai, il signe avec le premier ministre de l'Ontario, Dalton McGuinty, une entente visant à coordonner les politiques respectives de la Californie et de l'Ontario en vue de réduire les gaz à effets de serre provenant d'automobiles et de camions - des ententes du même type existant déjà entre la Californie et les provinces canadiennes du Manitoba et de la Colombie-Britannique -, ainsi qu'un autre accord visant à soutenir la recherche sur les cellules souches dans le but de trouver des traitements contre le cancer et la maladie d'Alzheimer. Le même jour, il rencontre le Premier ministre fédéral Stephen Harper à Ottawa, puis, le lendemain, s'entretient à Vancouver avec Gordon Campbell, premier ministre de la Colombie-Britannique.

Le 25 juin, dans le cadre d'une tournée européenne consacrée aux questions environnementales, il se rend en France et rencontre le président de la République française Nicolas Sarkozy, à Paris, au palais de l'Élysée, pour discuter avec lui des sujets liés à la protection de l'environnement, et notamment de la lutte contre le réchauffement climatique. Les deux hommes parlent également de TGV, de partenariat public-privé et envisagent la mise sur pied, en 2008, d'une mission commerciale visant à promouvoir les produits français en Californie ainsi que les produits californiens en France. À propos de Sarkozy, Schwarzenegger déclare aux journalistes présents, après son entretien avec le président français : 
« J'ai énormément d'admiration pour lui et je pense que tous les hommes politiques dans le monde l'admirent pour sa politique d'ouverture. Il va insuffler une énergie nouvelle dans les relations entre la France et les autres pays et avec notre État. »
« Il croit à l'ouverture. Pour lui, il faut inclure les gens et non pas voir ceux qui ne sont pas d'accord avec lui comme des ennemis potentiels. C'est quelque chose que j'ai moi-même fait : j'ai fait entrer dans mon cabinet des personnes qui ne pensaient pas comme moi. »
Le lendemain, 26 juin, il se rend à Londres pour un entretien sur les questions climatiques avec le Premier ministre du Royaume-Uni Tony Blair, la veille de son départ de Downing Street. Cette rencontre fait suite à la visite de Tony Blair en Californie l'été précédent, lors de laquelle il avait annoncé la mise en place d'une coopération transatlantique destinée à réduire les émissions de gaz à effet de serre.
Le 24 août, il signe l'acte du budget d'État de la Californie, pour 2007-2008, qui crée un fonds de réserve de 4.1 milliards de dollars, assure entièrement le financement des dépenses concernant l'éducation et la sécurité publique, et règle la dette de l'État, la réduisant à zéro, le tout sans augmenter les impôts pour la quatrième année consécutive. Le gouverneur se félicite publiquement à cette occasion qu'un compromis ait pu être trouvé entre républicains et démocrates, pour aboutir à ce budget, au terme d'un processus difficile.

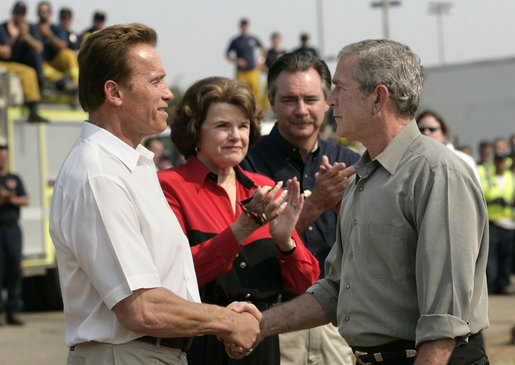
Arnold Schwarzenegger et le président George W. Bush en Californie, le 25 octobre 2007 ; en arrière-plan, la sénatrice de l'État, Dianne Feinstein.

Le 24 septembre, le gouverneur Schwarzenegger est à New York, au siège des Nations unies, où il prononce un discours lors d'un sommet sur le climat, organisé par le secrétaire général de l'ONU, Ban Ki-moon. Il évoque, à cette occasion, devant des représentants de 150 pays, l'engagement de l'État californien en faveur du climat, son souhait de voir la conclusion prochaine d'un nouvel accord international prenant le relais du protocole de Kyoto, et déclare notamment que, de son côté, dans le domaine climatique, « la Californie pousse les États-Unis au-delà du débat et vers l'action ».
Le 21 octobre, il décrète l'état d'urgence dans le sud de la Californie en raison de nombreux incendies qui font 12 morts, détruisent 2 300 habitations, brûlent 200 000 hectares, mobilisent environ 10 000 pompiers, et entraînent l'évacuation de 800 000 personnes. Le 25 octobre, le président George W. Bush, venu survoler les zones dévastées et décrétant la Californie « zone de désastre majeur » pour faciliter l'aide financière fédérale, loue publiquement l'action du gouverneur Schwarzenegger face à l'évènement.
Le 9 novembre, il décrète à nouveau l'état d'urgence après qu'un cargo sud-coréen a provoqué une marée noire dans la baie de San Francisco en heurtant un pont.

#### Année 2008
Le 2 janvier 2008, le gouverneur Schwarzenegger dépose officiellement plainte contre le gouvernement fédéral des États-Unis pour avoir empêché l'application de sa loi de réduction des émissions de gaz à effet de serre des automobiles.
Le 8 janvier, il annonce dans son discours annuel sur l’état de l’État, devant le Parlement californien, son intention de lancer une importante réforme budgétaire censée assurer à la Californie une plus grande stabilité financière dans l'avenir. Anticipant une baisse sensible des recettes fiscales en 2008 - la Californie étant durement touchée par la crise immobilière -, le gouverneur envisage de réduire substantiellement les dépenses publiques, notamment en fermant plusieurs dizaines de parcs publics gérés par l'État de Californie, et en libérant de manière anticipée plus de 20 000 prisonniers représentant un danger faible. À l'occasion de son discours, il demande l'adoption d'une loi de stabilisation budgétaire - amendement constitutionnel destiné à réformer fondamentalement le budget de l'État, et soumis à un vote du peuple -, le gouverneur affirmant vouloir également continuer à soutenir la croissance économique, l'éducation et la réforme du système de santé. Le mois précédent, une enquête du Los Angeles Times avait montré que les activités et les déplacements du gouverneur de Californie sont financés en partie par des intérêts privés désireux de rester anonymes. Schwarzenegger, depuis son arrivée au pouvoir en 2003, aurait accepté des cadeaux d'une valeur de 1,7 million de dollars, payés par des intérêts privés agissant par le truchement d'un organisme à but non lucratif créé pour financer ses activités, appelé « Protocol Foundation » et lié à la chambre de commerce de Californie. Le gouverneur, lors de ses voyages, aurait ainsi notamment bénéficié de jets privés dont la location est particulièrement coûteuse, jusqu'à 10 000 dollars de l'heure et de suites de luxe, à plusieurs milliers de dollars la nuit, qui lui ont été accordées dans plusieurs grands hôtels du monde.

Le 10 janvier, il présente sa proposition de budget pour 2008-2009, abordant les problèmes conduisant jusqu'à présent la Californie à des déficits chroniques. Dans le même temps, il décrète un état d'urgence fiscal et annonce la convocation d'une session extraordinaire de l'Assemblée législative californienne pour aborder sans tarder la question du budget de l'année en cours. Le gouverneur de Californie déclare, à cette occasion : 
« Nous sommes confrontés à une situation très dure, mais avec les périodes difficiles viennent des occasions historiques. Je suis convaincu que le législateur aidera à transformer la difficulté temporaire d'aujourd'hui en une victoire permanente pour le peuple de Californie en se joignant à moi pour promulguer une vraie réforme budgétaire. […] Nous devons relever le défi et fixer le système budgétaire de la Californie une fois pour toutes. »
Le 31 janvier, il apporte publiquement son soutien au sénateur John McCain dans sa course à l'investiture républicaine pour l'élection présidentielle fédérale du mois de novembre. Cette déclaration de soutien du gouverneur de Californie, faite lors d'une conférence de presse commune avec McCain, intervient cinq jours avant le Super Tuesday, au cours duquel une vingtaine d'États, dont la Californie, doivent choisir leurs candidats à l'élection présidentielle lors de primaires.
Le 13 février, le gouverneur rencontre le président du Mexique, Felipe Calderón au Capitole d'État de Sacramento pour renforcer encore son partenariat transfrontalier et à la collaboration entre la Californie et le Mexique. Au cours de cette réunion, le gouverneur discute de nombreux sujets de préoccupation commune, notamment la sécurité des citoyens, la protection de l'environnement et le maintien d'une bonne santé économique pour les deux États. Les deux dirigeants examinent également ensemble les moyens de renforcer davantage les liens entre la Californie et le Mexique, et de formaliser les partenariats entre eux en matière d'échange d'informations, d'expertise et de technologie. Dans ce contexte, les deux représentants de la Californie et du Mexique signent un accord (Memorandum of Understanding) consacrant l'association des deux États dans la lutte contre le changement climatique, la protection de l'environnement et la préservation des ressources naturelles.
Le 16 février, il signe les textes législatifs relatifs au budget de l'État, issus d'une session parlementaire extraordinaire. Ces textes confirment les coupes drastiques effectuées dans les dépenses publiques, qui ont été annoncées le mois précédent.
Le candidat John McCain s'étant finalement assuré, dès le mois de mars 2008, l'obtention de l'investiture du Parti républicain pour la course à la Maison-Blanche, Arnold Schwarzenegger continue logiquement à le soutenir, participant discrètement à de nombreuses collectes de fonds pour McCain, tandis que l'épouse du gouverneur de Californie, Maria Shriver, fidèle au camp démocrate auquel elle est liée par ses origines, soutient ouvertement, pour sa part, le sénateur Barack Obama, candidat démocrate à l'élection présidentielle fédérale. Du reste, Schwarzenegger et son épouse soutiennent chacun leur candidat respectif aussi bien dans le cadre public de la campagne électorale que dans le cadre privé de leur résidence de Brentwood, dont la pelouse, ainsi que l'écrit une journaliste du New York Times, est « hérissée de panneaux de campagne des deux bords ».
En mars 2008, l'acteur Clint Eastwood, fervent défenseur des causes environnementales, s’oppose à la construction d’une route à péage dans un parc du sud de la Californie alors qu'Arnold Schwarzenegger défend le projet. Pour clore le débat, Schwarzenegger décide de mettre fin au mandat de Clint Eastwood comme membre de la commission des parcs californiens.
Mark Leno, sénateur de Californie d'origine latino et ouvertement gay, propose de faire du 22 mai, jour de naissance d'Harvey Milk, un Jour spécial, orienté contre les discriminations à l'égard des homosexuels. Cette proposition (bill) est votée, mais son adoption fait l'objet du veto du gouverneur Arnold Schwarzenegger, le 30 septembre 2008.

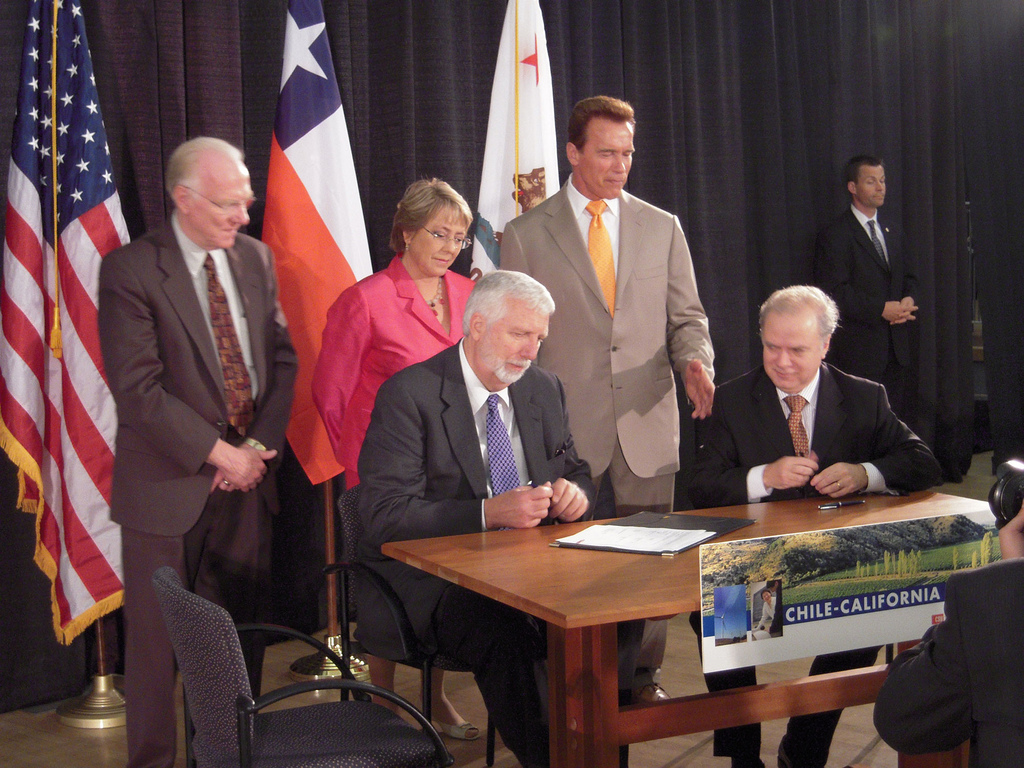
Le gouverneur Schwarzenegger aux côtés de la présidente du Chili, Michelle Bachelet, le 12 juin 2008.

Le 12 juin, Arnold Schwarzenegger rencontre la présidente du Chili, Michelle Bachelet, venue effectuer une visite en Californie. À l'occasion de cette rencontre sont signés une série d'accords (Memorandums of Understanding) visant notamment à accroître la collaboration entre les États du Chili et de la Californie dans les domaines de l'enseignement supérieur, et à créer des programmes de recherche et de développement dans les domaines de la biotechnologie et de la viticulture.
Le 31 août, la session ordinaire du Parlement californien se termine sur un constat de blocage, sur fond de crise budgétaire majeure, le gouverneur et le Congrès californien, à majorité démocrate, ne trouvant pas d'accord sur l’exercice 2008-2009. Schwarzenegger refuse de signer plusieurs lois impliquant des financements tant qu'un consensus entre les deux partis ne sera pas trouvé. La crise politique se poursuit durant les semaines qui suivent : le 16 septembre, le gouverneur annonce son intention de mettre son veto au projet de budget que le parlement californien a difficilement élaboré durant l'été, avec 78 jours de retard sur la date butoir du 1er juillet. Reprochant à ce projet de ne pas prendre de mesures susceptibles d'assurer l'équilibre des finances à long terme, il souhaitait que les parlementaires acceptent des mesures strictes, comprenant notamment une hausse temporaire des contributions, afin d'assainir la situation. Le gouverneur de Californie menace de se mettre en grève des promulgations si les élus décident de passer en force.
Cependant, le 19 septembre, il annonce être finalement parvenu à un accord de compromis avec les parlementaires de Californie sur le projet de budget. Des amendes renforcées pour les mauvais payeurs sont prévues, ainsi que des réductions budgétaires supplémentaires, mais pas de hausses des impôts. Le 23 septembre, il promulgue enfin la loi budgétaire 2008-2009, avec 85 jours de retard sur la date butoir. Cependant, le gouverneur réaffirme, dans un même temps, sa volonté de mener à bien, à l'avenir, des « réformes budgétaires, qui lorsqu'elles seront approuvées par les électeurs, mettront enfin la Californie sur le chemin d'une stabilité fiscale à long terme ».

Le 2 octobre, dans le contexte de l'importante crise financière du moment, Arnold Schwarzenegger, dans une lettre rendue publique par le Los Angeles Times et adressée au secrétaire d'état au trésor, Henry Paulson, demande avec insistance le vote par le Congrès américain du plan de sauvetage du système financier et l'injection des 700 milliards de dollars proposée par l'administration Bush, le gouverneur de Californie déclarant avoir, de son côté, intercédé en faveur du plan de sauvetage auprès de la délégation californienne au Congrès. Il évoque ainsi la situation préoccupante découlant de la crise financière : 
« La crise du crédit a gelé les investissements et le commerce, forçant les entreprises et les familles à cesser d'acheter des biens et des services. Cela a entraîné des dizaines de milliers de pertes d'emplois et des pertes de revenus de milliards de dollars pour l'État. […] Plusieurs États et gouvernements locaux sont incapables d'obtenir le financement nécessaire pour émettre des obligations ou pour les mouvements de trésorerie nécessaires pour faire des paiements cruciaux aux écoles, aux gouvernements locaux et aux forces de l'ordre. […] S'il n'y a pas de solution claire et nette à la crise financière, la Californie et d'autres États pourraient se retrouver dans l'impossibilité d'avoir accès aux financements nécessaires pour faire fonctionner leurs différents services. […] Le cas échéant, ces États risquent d'être forcés de recourir à l'argent fédéral pour leurs besoins de financement à court terme. »
De fait, la Californie, qui souffre en 2008 d'un déficit budgétaire de plus de 15 milliards de dollars, a pour projet d'émettre pour sept milliards de dollars d'obligations, mais ce projet est mis en péril par la crise des marchés du crédit. L'État de Californie n'aurait plus accès aux liquidités nécessaires pour payer ses fonctionnaires. Schwarzenegger prévient donc, dans sa lettre, qu'il risque de devoir se tourner vers le gouvernement fédéral pour obtenir un financement à court terme de sept milliards de dollars, les réserves de liquidités de l'État californien risquant d'être épuisées dès la fin du mois d'octobre, et le paiement de fonctionnaires ainsi que le financement d'un millier d'écoles en Californie pouvant dès lors se retrouver compromis.
Le 9 octobre, il écrit une nouvelle lettre au secrétaire d'État au Trésor, dans laquelle il le félicite pour l'adoption, le 3 octobre, du plan de sauvetage financier - dit « plan Paulson » - par le Congrès américain, et l'informe du début du lancement du plan d'émission de sept milliards de dollars d'obligations prévu par la Californie. Il ajoute, se voulant optimiste, qu'il est convaincu que les efforts entrepris mènent le pays vers une situation économique plus stable, « bien que la Californie ressente les énormes effets de notre actuelle crise économique ».
Le 31 octobre, le gouverneur de Californie est dans l'État de l'Ohio pour soutenir le candidat républicain John McCain, dans la dernière ligne droite de la course à la Maison-Blanche. Ce jour-là, lors d'un meeting de soutien à McCain, en présence de ce dernier, Schwarzenegger conseille à son adversaire démocrate Barack Obama de muscler sa politique et de prendre lui-même du muscle. Au début de son discours, Schwarzenegger, qui organise chaque année un tournoi de culturisme à Columbus, dans l'Ohio, invite Obama à s'y présenter, déclarant notamment, sur un ton ironique et devant une foule enthousiaste : « Je veux inviter le sénateur Obama, parce qu'il doit faire quelque chose pour ses jambes maigrichonnes. Je lui ferai faire quelques flexions. Et ensuite, nous lui ferons faire quelques exercices pour ses biceps, pour muscler ses petits bras décharnés. Et il pourrait aussi mettre un peu de chair autour de ses idées. » Selon Schwarzenegger, à la différence d'Obama, John McCain « est bâti comme un roc. Son caractère et ses idées sont solides. » Cependant, le 4 novembre, l'élection présidentielle fédérale est finalement largement remporté par le démocrate Barack Obama, que soutenait la propre épouse de Schwarzenegger, Maria Shriver, nièce du défunt président démocrate John F. Kennedy.

Le 9 novembre, dans un contexte apaisé, le climat passionnel de la campagne ayant disparu, le gouverneur déclare dans un entretien télévisé sur la chaîne CNN qu'il n'est pas intéressé par un poste au sein de la future nouvelle administration démocrate à Washington, bien que le gouverneur républicain de Californie ait été cité comme possible secrétaire à l'Énergie dans la future administration Obama : « J'ai dit clairement que je voulais rester jusqu'à la fin de mon mandat. Il y a tant de défis à résoudre en Californie. » Cependant, lors de cet entretien, Schwarzenegger se dit « touché » par l'élection du premier président noir américain, en ajoutant : 
« Je pense que c'est historique. En regardant cela avec une mentalité d'Européen […] c'est pour moi une immense avancée, parce que cela aura un effet sur le monde entier, de voir comment les noirs américains ont pu se hisser plus haut, ce dont ils avaient cruellement besoin. Je pense que c'est rafraîchissant. Je suis fier que le peuple américain soit allé dans cette direction et que nous n'ayons pas vu les préjugés peser autant que certains le craignaient. »
Le 16 novembre, le gouverneur décrète l'état d'urgence dans plusieurs comtés de Californie ravagés par des incendies qui détruisent un millier de maisons et plus de 8000 hectares.

Les 18 et 19 novembre, il réunit dans la région de Los Angeles un sommet international consacré à la lutte contre le réchauffement climatique. Lors de ce sommet, organisé dans un hôtel de Beverly Hills, le président américain élu Barack Obama, dans un message vidéo inattendu, diffusé devant l'assistance dès le premier jour de la rencontre, promet de « s'engager énergiquement » dans des discussions internationales sur le changement climatique une fois qu'il aura pris officiellement ses fonctions à la Maison-Blanche, le 20 janvier 2009. À la suite de la diffusion du message, le gouverneur Schwarzenegger - qui, bien qu'étant républicain, a mené, dès son premier mandat, une politique à rebours de l'administration fédérale républicaine sur la question du réchauffement - se dit « très, très heureux » du discours de Barack Obama, et déclare par ailleurs en ouvrant formellement le sommet : 
« C'est très important pour notre pays, parce que nous avons été le plus gros pollueur du monde […] il est temps de travailler avec d'autres pays pour combattre le réchauffement climatique. »
 Quatre gouverneurs américains conviés par leur homologue de Californie, ainsi que des représentants des Nations unies, de l'Union européenne, de la Chine, du Brésil, du Canada, de l'Indonésie et du Mexique, participent à cette rencontre de deux jours, à l'occasion de laquelle le gouverneur Schwarzenegger signe, le 19 novembre, une déclaration finale de coopération avec les gouverneurs de l'Illinois, de la Floride, du Wisconsin et du Kansas.
Le 19 décembre, il déclare que l'État de Californie se trouve en état d'urgence fiscale, ce qui lui permet de convoquer les parlementaires californiens pour une nouvelle session extraordinaire afin de débattre des finances précaires de l'État, au budget duquel il manque 40 milliards de dollars pour l'année fiscale en cours et celle à venir, la Californie risquant de manquer de liquidités dès le mois de février 2009, si Arnold Schwarzenegger et le Parlement californien ne parviennent pas à s'entendre sur un programme de réduction du déficit budgétaire.

#### Année 2009
Le 15 janvier 2009, dans son discours annuel sur l’état de l’État devant le Parlement californien, Arnold Schwarzenegger déclare que la Californie risque « la cessation de paiement d'ici quelques semaines » et qu'il est prêt à geler des dépenses le temps de conclure un accord permettant de combler le déficit budgétaire, le gouverneur républicain et la majorité démocrate de l'assemblée de l'État étant toujours en désaccord sur les moyens pour résoudre ce problème financier. À l'occasion de son discours, il déclare notamment : 
« Cela n'a aucun sens de parler d'éducation, d'infrastructures, d'eau, de réforme du système de protection santé et de ce genre de sujets alors que nous sommes face à un énorme déficit budgétaire. […] La réalité, c'est que notre État sera handicapé tant que nous n'aurons pas résolu la crise budgétaire. […] La vérité, c'est que la Californie est en état d'urgence. »
Le 26 janvier, le président Barack Obama, ayant demandé à l'Agence de protection de l'environnement (EPA) de réexaminer la possibilité d'accorder une dérogation à la Californie pour qu'elle puisse imposer des règles plus strictes que les normes fédérales concernant les émissions de gaz à effet de serre par les véhicules, le gouverneur Schwarzenegger se félicite des annonces du président Obama, déclarant notamment que « la Californie et l'environnement ont désormais un allié fort à la Maison-Blanche ».
Le 29 janvier, la justice californienne accepte le décret d'Arnold Schwarzenegger visant à enrayer le déficit de 40 milliards de dollars de l'État, en réduisant notamment le salaire des fonctionnaires, décret que de nombreux syndicats ont contesté en estimant que seul le pouvoir législatif pouvait prendre une telle décision. Cet accord permet au gouverneur républicain de Californie de réduire le salaire des fonctionnaires et limiter les heures d'ouverture des administrations. Dans le détail, il prévoit de fermer les administrations deux jours par mois et d'imposer aux fonctionnaires des congés sans solde.
Le 17 février, il tente de faire pression pour que les élus californiens parviennent à un accord sur le budget 2009, en annonçant l'envoi de lettres de licenciement à 20 000 fonctionnaires, afin d'économiser quelque 750 millions de dollars par an. Finalement, le 19 février, après trois mois d'impasse budgétaire et des négociations particulièrement laborieuses, l'Assemblée et le Sénat californiens votent à Sacramento un budget de crise soutenu par les démocrates et six républicains, les électeurs californiens devant pour leur part approuver, lors d'un scrutin fixé au 19 mai, des « mesures » visant à économiser environ 800 millions de dollars - comprenant notamment des coupes dans les programmes éducatifs, les aides aux handicapés et aux défavorisés, et les transports publics -, et un emprunt de 5 milliards de dollars sur les recettes futures de la Loterie. Commentant cette échéance électorale décisive pour l'équilibre budgétaire de la Californie, Arnold Schwarzenegger déclare : « Nous devons commencer la campagne dès maintenant […] Les gens en ont assez de ces batailles entre politiciens […]. Nous essayons de remédier aux dysfonctionnements du système, mais c'est très, très difficile ! »
Le 2 mars, il se rend à Hanovre en Allemagne, pour inaugurer la nouvelle édition du CeBIT, le plus grand salon au monde du secteur des hautes technologies, dont la Californie est le « pays » invité en 2009, dans une ambiance morose due à la crise. Se voulant néanmoins combattif tout en s'exprimant en partie en allemand, l'homme politique d'origine autrichienne fustige, lors de sa prise de parole, les « perdants » et « ceux qui gémissent » pour exalter les « vainqueurs », louant également « la nourriture allemande et la bière allemande », ainsi que la chancelière Angela Merkel, « une dirigeante admirée dans le monde entier », avant de conclure son discours par les répliques célèbres des films de cinéma de la série de science-fiction Terminator (I'll be back. Hasta la vista, baby !).

Le 16 mars, il annonce le lancement d'un programme de formation de jeunes en difficulté à des métiers « verts », un secteur sur lequel le gouverneur de Californie, à l'instar du président Barack Obama, mise pour relancer la croissance économique. Baptisé « California Green Corps », un nom démarqué des Peace Corps, coopérants créés à l'instigation du président John F. Kennedy, le programme « placera des jeunes adultes de 16 à 24 ans et en difficulté dans des emplois de l'économie verte qui est en train de se créer en Californie », selon un communiqué du gouverneur, le plan de relance de l'économie adopté sous les auspices d'Obama devant financer en partie, à hauteur d'au moins 10 millions de dollars, l'installation de ces Green Corps. À l'occasion de cette annonce, il déclare notamment : 
« Le président Obama et moi partageons les mêmes priorités pour ce qui est d'aider l'économie à rebondir et de créer une Californie et une Amérique plus vertes. »
Le 5 mai, interrogé sur la possibilité de considérer le cannabis comme l'alcool sur le plan légal lors d'une réunion publique sur la prévention du risque incendiaire, il se dit favorable à un débat public sur la légalisation de la marijuana, dans laquelle des parlementaires voient une source potentielle de revenus. La marijuana est interdite aux États-Unis depuis 1937 mais les Californiens ont voté en faveur de son usage à des fins médicales en 1996, Schwarzenegger ayant pour sa part, en 2004, mis son veto à un texte qui visait à assouplir les conditions de détention de marijuana pour des raisons thérapeutiques. « Non, je ne crois pas que ce soit le moment pour ça [la légalisation de la marijuana], mais je crois que c'est le moment d'en débattre […]. Et je crois que nous devrons étudier avec beaucoup d'attention ce que les autres pays ont fait en matière de légalisation de la marijuana ou d'autres drogues, quels effets cela a-t-il eu et s'ils sont satisfaits de cette décision », déclare-t-il notamment, ayant reconnu par ailleurs avoir fumé du cannabis par le passé et estimant en outre que la décision de légaliser cette drogue ne devrait pas être fondée uniquement sur des motifs fiscaux.
Le 19 mai, il est à Washington et est présent lorsque le président Barack Obama annonce un nouveau dispositif favorisant la conversion de l'industrie automobile des États-Unis aux « voitures propres », dispositif qui entrera en vigueur en 2012, et selon lequel les constructeurs américains devront désormais atteindre un objectif de consommation moyenne de 35,5 miles par gallon (15,4 kilomètres par litre) pour les modèles de véhicules de 2016, soit avec quatre années d'avance sur le calendrier prévu par la loi Cafe (« Corporate average fuel economy ») de 2007. En fixant de nouvelles normes fédérales, ce dispositif vise à mettre fin à la longue bataille entre les constructeurs automobiles et l'État de Californie, qui souhaitait obtenir une dérogation pour imposer ses propres normes. Pour Schwarzenegger, qui se félicite de cette décision prise au niveau fédéral, « le combat acharné de la Californie en faveur d'une réduction des émissions de CO2 des automobiles est récompensé, non seulement pour notre État mais pour tous les Américains. ».

Le même jour, les électeurs de Californie rejettent dans les urnes la plupart des mesures qui leur étaient proposées pour augmenter les impôts et réduire le déficit budgétaire de l'État californien. Parmi les six mesures soumises à référendum par le gouverneur Schwarzenegger, lesquelles visaient notamment à augmenter les impôts sur la consommation, les revenus et les véhicules, seule la proposition prévoyant un gel des rémunérations des élus a été adoptée avec 75 % des voix, toutes les autres ayant été rejetées massivement par les électeurs. Réagissant dans la soirée dans un communiqué, lui qui avait annoncé la semaine précédente que la Californie allait enregistrer en 2009, pour la première fois depuis 1938, une baisse de ses recettes fiscales, il déclare : 
« Nous avons entendu le message des électeurs, et je respecte le choix de citoyens qui sont frustrés par les dysfonctionnements de notre système budgétaire […]. Nous devons désormais aller de l'avant, et commencer à élaborer des solutions constructives pour répondre à la crise fiscale. […] Pour empêcher un désastre pour les finances [de l'État], Démocrates et Républicains doivent collaborer et travailler de concert. »
Le 2 juin, il exhorte les élus californiens à adopter de nouvelles réductions budgétaires pour lutter contre un déficit massif, évoquant même le « jour du Jugement dernier » auquel fait selon lui face l'État de Californie. Il renouvelle son appel aux élus le 12 juin, lors d'un discours près de San Diego, prévenant que l'État risque d'être très bientôt à court de liquidités.
Le 1er juillet, le gouverneur Schwarzenegger - qui avait donné aux députés jusqu'à la fin de l'exercice fiscal de l'État, la veille au soir, pour présenter un nouveau plan de sauvetage budgétaire, sans résultat - déclare « l'urgence fiscale » en Californie, rappelant les députés californiens en session spéciale pour tenter de résorber le déficit budgétaire de 24 milliards de dollars, et avertissant que « les Californiens seront exposés à un sérieux risque car l'essentiel des programmes sociaux ne pourra plus être assuré » si l'État californien se retrouve en cessation de paiement.
Le 24 juillet, au 24e jour de la nouvelle année fiscale 2009-2010, les deux chambres à majorité démocrate du Congrès californien adoptent finalement un ensemble de mesures budgétaires visant à réduire le déficit de l'État de Californie, et prévoyant notamment des réductions de dépenses en ce qui concerne les écoles publiques, l'enseignement secondaire, les services de santé publique pour les plus démunis, les services sociaux et les prisons. Le gouverneur déclare alors : « Ce budget me semble acceptable », en dépit des critiques, émises notamment par des syndicats de fonctionnaires contestant les réductions de dépenses dans leur secteur. « C'est un budget difficile mais nécessaire, déclare également le gouverneur. Aujourd'hui la Californie promet un gouvernement qui est durable et qui place les gens au-dessus des intérêts spéciaux. » Schwarzenegger, dont c'est le dernier budget en tant que gouverneur, salue alors, en outre, le « courage » des parlementaires californiens.
Le 28 juillet, il signe publiquement l'acte entérinant le budget pour 2009-2010, prévoyant 15,5 milliards d'économies et évitant une hausse des impôts. À cette occasion, il déclare à la presse : « cela a été un budget très difficile, probablement le plus difficile depuis que je suis en poste ici, à Sacramento ». Il annonce alors devoir prendre la responsabilité, en usant de son droit de veto, de décréter des coupes budgétaires supplémentaires vis-à-vis de programmes sociaux et de santé, les élus lui ayant envoyé un budget au solde négatif et Schwarzenegger estimant nécessaire d'avoir une réserve d'argent public pour faire face aux éventuelles catastrophes naturelles, notamment aux incendies. Interrogé à propos de ces coupes budgétaires supplémentaires, qui concernent, entre autres, le programme « Healthy Families » qui donne une assurance-maladie aux enfants de familles à bas revenus, et l'Office pour la prévention et le traitement du sida (« Office of AIDS Prevention and Treatment »), le gouverneur reconnaît qu'il s'agit de « coupes moches » (« ugly cuts »), même s'il les juge nécessaires.
Le 6 octobre, il apporte son soutien à Barack Obama pour la réforme du système de santé que le président démocrate s'efforce de mener à bien au niveau fédéral, en déclarant dans un communiqué : « Nos principaux objectifs – contenir l'augmentation des dépenses, améliorer la qualité des soins et la vie des citoyens, et assurer une reprise économique durable – sont aussi les objectifs que poursuit le président [Obama]. J'apprécie sa collaboration avec les États et encourage nos collègues des deux bords [républicains et démocrates] au niveau national à avancer pour atteindre ces objectifs vitaux pour le peuple américain ».
Le 16 novembre, il rend visite aux troupes américaines stationnées en Irak - comme il l'avait déjà fait en 2003 - afin de soutenir le moral des soldats, le voyage étant payé par une association d'hommes d'affaires soutenant le gouverneur de Californie. Le lendemain, 17 novembre, alors qu'il est de passage à Milan, en Italie, il déclare à des journalistes qu'il ne se représentera pas à d'autres élections politiques après être arrivé au terme de son second mandat de gouverneur : « Je ne me suis jamais pris pour un politicien, je ne me présenterai donc pas pour quoi que ce soit d'autre ».

#### Année 2010

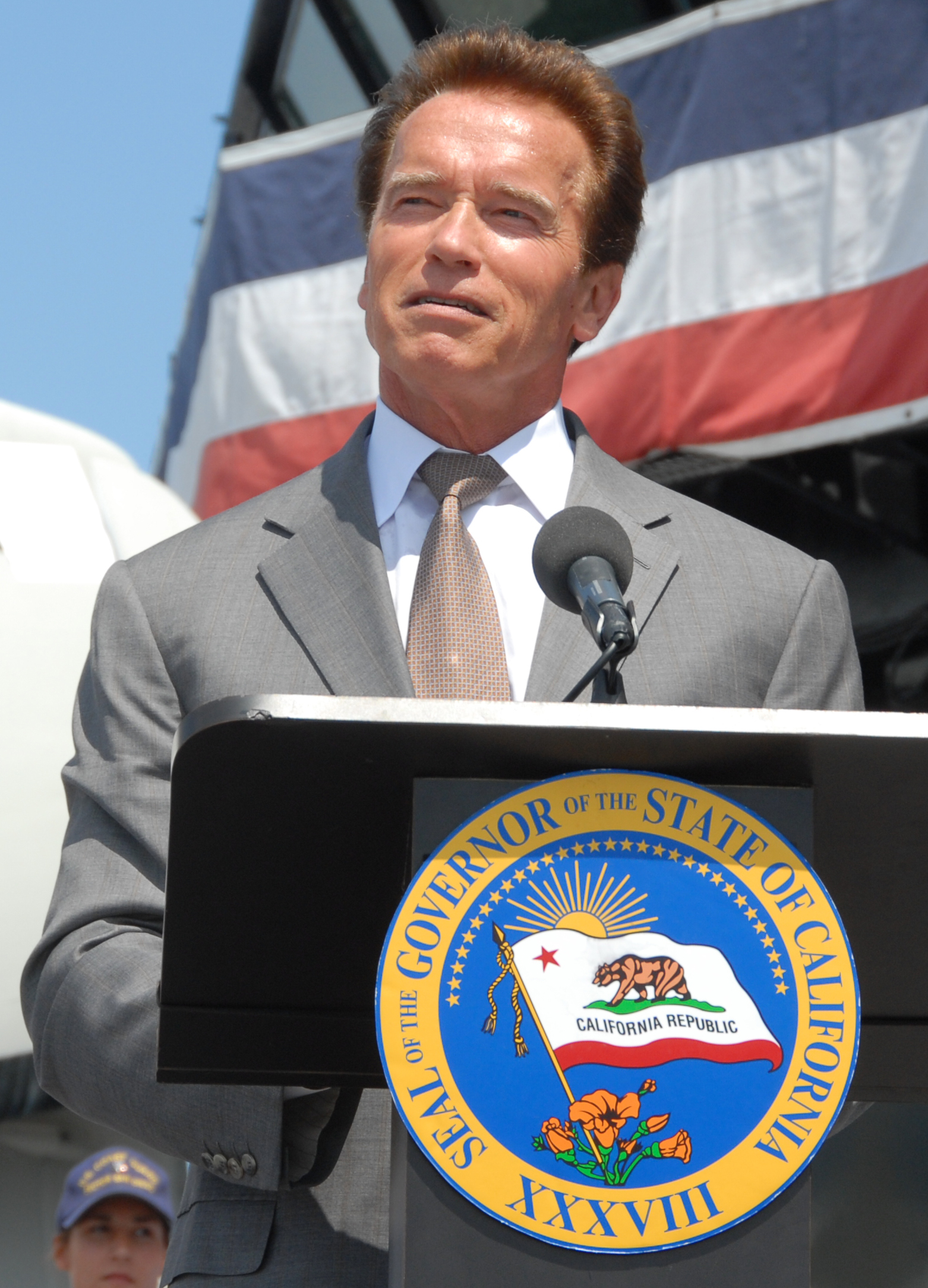
Le gouverneur Schwarzenegger, photographié en juin 2010.

Le 1er janvier 2010, dans un message de vœux radiodiffusé, Arnold Schwarzenegger annonce qu'il engagera en 2010 une réforme fiscale et budgétaire pour doter la Californie « d'une source de revenus plus solide et plus sûre », « les systèmes budgétaires et fiscaux » étant selon lui « à la source de beaucoup des problèmes » de l'État californien puisqu'« au fil des ans, ils ont conduit à de grandes fluctuations des recettes [fiscales] et à des déficits massifs », ainsi qu'« à de douloureuses coupes claires dans les dépenses et à des hausses d'impôts » qui brident le « potentiel » de l'économie californienne.

Le 8 janvier, lors de son discours sur l’état de l’État devant le Parlement californien, il déclare à nouveau l'état d'urgence budgétaire, et propose aux parlementaires de l'État une première série de mesures pour faire face à un déficit de 19,9 milliards de dollars : 
« Alors que nous entrons dans une nouvelle année de défis budgétaires, nous devons immédiatement nous concentrer sur les priorités de notre État, et penser avant tout aux Californiens. »
Le gouverneur de Californie prévoit de baisser de 5 % les salaires des fonctionnaires de l'État et d'augmenter de 5 % leur contribution à leurs plans de retraite. Il propose également aux parlementaires de revoir « les priorités de nos dépenses, en réduisant l'argent des contribuables versé aux prisons et en maintenant le financement des écoles », souhaitant à la fois maintenir le niveau de financement public dévolu à l'éducation et revoir le budget des prisons à la baisse en réduisant notamment la part de ce budget allouée à la couverture médicale des prisonniers. Le gouverneur affirme en outre avoir l'intention de réclamer à l'État fédéral 6,9 milliards de dollars, que Washington « doit » à la Californie selon lui, avertissant que si l'État fédéral ne paie pas, il devrait alors tailler, entre autres, dans les programmes médicaux à destination des enfants démunis, des familles pauvres, et des malades mentaux, et qu'il devrait également baisser encore les salaires des fonctionnaires de 5 % supplémentaires.
Le 12 février, il est à Vancouver au Canada, pour participer à la cérémonie d'ouverture des XXIes Jeux olympiques d'hiver, à l'occasion de laquelle il fait partie des derniers porteurs de torche lors du traditionnel relais de la flamme olympique.
Le 21 février, prenant le contrepied des élus républicains critiquant le plan de relance économique de Barack Obama, le gouverneur Schwarzenegger, interrogé par la chaîne de télévision ABC, affirme que les mesures de ce plan ont permis de créer 150 000 emplois en Californie, et dénonce l'hypocrisie de certains dirigeants de son parti, lesquels attaquent le plan de relance du président démocrate tout en acceptant les aides dans leur État : « Il y a beaucoup de républicains qui s'agitent partout en critiquant le plan et en disant qu'il ne crée pas d'emplois. Ensuite, ils vont poser pour la photo avec un gros chèque en disant : « C'est pas super, tout ça ? » […] Tout ça, c'est de la politique. »
Le 26 avril, il annonce à Los Angeles que les lettres géantes du panneau Hollywood, surplombant la ville, sont désormais à l'abri des promoteurs immobiliers. Pour réunir la somme permettant de racheter les 130 hectares entourant les célèbres lettres et ainsi « protéger ces terrains historiques », le gouverneur précise que les 12,5 millions de dollars nécessaires au rachat des terrains en question ont été réunis, grâce à des contributions publiques et privées : l'État de Californie a participé à hauteur de 3,1 millions de dollars, tandis que les autorités locales ont apporté 2,7 millions et les donateurs privés 6,7 millions, Schwarzenegger remerciant notamment parmi ces donateurs, le cinéaste Steven Spielberg, l'acteur Tom Hanks, la philanthrope Aileen Getty, la fondation du joaillier américain Tiffany, ainsi que les studios de cinéma hollywoodiens.

Le 10 septembre, il part effectuer un voyage en Asie dans le cadre d'une mission commerciale de six jours en Chine, au Japon et en Corée du Sud. Accompagné dans ce voyage par près d'une centaine d'hommes d'affaires des secteurs des hautes technologies, du tourisme et des loisirs, il entend agir, comme il l'a déclaré avant son départ, comme un « chef des ventes » pour la Californie afin d’aider ses entreprises à s’implanter dans des pays à croissance forte comme la Chine. Le 13 septembre, devant des hommes d’affaires à Shanghai, soucieux de promouvoir la croissance des échanges commerciaux sino-californiens, il déclare espérer que la Chine investisse dans la construction, prévue d’ici 2030, d'un réseau de chemin de fer à grande vitesse en Californie (autour d’un axe principal Los Angeles - San Francisco, et qui transporterait 90 millions de passagers par an) : 
« Nous voulons que la Chine investisse dans notre train à grande vitesse, participe à sa construction et au processus d’appel d’offres que nous avons lancé. […] Beaucoup de pays vont être en concurrence pour construire le TGV. Et nous cherchons aussi des financements en provenance de Chine. »

Le 9 octobre, il entame un voyage de cinq jours en Russie et au Royaume-Uni, avec notamment pour objectif de promouvoir les entreprises de haute technologie de la Silicon Valley. Accompagné dans son voyage par plusieurs représentants de groupes californiens tels que Google, Intel, Microsoft, Amgen et Bloom Energy, Schwarzenegger rencontre à cette occasion, outre le président russe Dmitri Medvedev, l'ancien chef d'État soviétique Mikhaïl Gorbatchev à Moscou le 12 octobre, puis, deux jours plus tard, le Premier ministre britannique David Cameron à Londres. Ce voyage fait suite notamment à une invitation du président russe Medvedev, ce dernier ayant visité en juin 2010 la Silicon Valley et ayant exprimé le souhait de créer un centre d'excellence comparable dans la région de Moscou. Dans un communiqué, Schwarzenegger déclare : 
« L'engagement de la Russie de créer sa propre plate-forme de haute technologie ne bénéficiera pas seulement au peuple et à l'économie russes, mais aussi à la Californie. […] La décision des Russes d'avoir leur propre Silicon Valley représente l'opportunité, pour les compagnies californiennes, d'exporter leurs produits et leurs idées dans un nouveau territoire, et de générer des revenus et des emplois pour la Californie. »

Le 26 octobre, à une semaine du scrutin devant désigner son successeur au poste de gouverneur de Californie, il participe à un débat à Long Beach avec les deux principaux candidats à sa succession : la républicaine Meg Whitman, ancienne dirigeante du site de vente en ligne eBay, et le démocrate Jerry Brown, ancien gouverneur de l'État (de 1975 à 1983) et ancien maire d'Oakland. Le débat a lieu devant plusieurs milliers de femmes réunies à l'occasion de la Women's Conference, forum organisée depuis sept ans par l'épouse de Schwarzenegger, Maria Shriver. Les deux candidats républicain et démocrate prennent de la distance vis-à-vis du gouverneur sortant lors de la campagne électorale, et Schwarzenegger lui-même ne soutient officiellement aucun des deux. Devant l'animateur du débat, alors qu'on l'invite à donner malgré tout sa préférence, Schwarzenegger confirme sa neutralité : 
« Je pense que nous avons deux grands candidats : nous serions fiers que Meg [Whitman] devienne la première femme gouverneur de Californie et Jerry [Brown] a été un grand serviteur de l'État toute sa vie. Rappelez-moi le lendemain du scrutin, et je vous dirai pour qui j'ai voté. »

Le 2 novembre, l'élection du successeur d'Arnold Schwarzenegger au poste de gouverneur de Californie coïncide avec un référendum à l'occasion duquel les Californiens doivent se prononcer sur la « Proposition 23 ». Cette « Prop. 23 », soutenue par les compagnies pétrolières, suggère que la loi californienne « AB 32 » votée en 2006 pour limiter les émissions de gaz à effet de serre, ne soit appliquée que si le taux de chômage en Californie est inférieur ou égal à 5,5 % pendant douze mois d'affilée, ce qui reviendrait à reporter sine die son application. Schwarzenegger ayant été l'artisan de la loi environnementale « AB 32 », le gouverneur sortant apparaît comme jouant au moins en partie son bilan sur ce référendum. Il reçoit, dans ce contexte, le notable soutien médiatique de son ami le cinéaste James Cameron, aux côtés duquel Schwarzenegger apparait dans un message vidéo du réalisateur en faveur du « Non » à la « Prop 23 ». Les électeurs californiens rejettent finalement la Proposition 23 à plus de 57 %. Dans un communiqué, au soir de la journée électorale, Arnold Schwarzenegger se félicite du résultat du référendum : 
« La tentative de suspendre [la loi] AB 32 était l'œuvre des compagnies pétrolières cupides du Texas, qui ne voulaient rien d'autre que continuer à polluer notre État. Aujourd'hui, les électeurs de Californie ont su voir à travers le rideau de fumée de ces compagnies nauséabondes et ont rejeté leur tentative de faire revenir notre État en arrière. […] Des politiques audiacieuses et innovantes comme [la loi] AB 32 ont fait de la Californie un leader mondial en matière d'énergie renouvelable, d'emplois verts et de protection de l'environnement. »

Le 3 novembre, alors que le démocrate Jerry Brown est finalement élu la veille 39e gouverneur de Californie — dans un contexte d'élections nationales de mi-mandat pourtant favorable aux républicains —, Arnold Schwarzenegger adresse dans un communiqué de presse ses félicitations à son successeur tout en assurant de faire en sorte que la transition avant la passation des pouvoirs en janvier 2011 se passe au mieux : 
« Jerry [Brown] a démontré son engagement envers le peuple de Californie pendant toute une vie de service public en tant que gouverneur, maire d'Oakland et procureur général, et je m'engage à travailler avec sa nouvelle administration pour assurer la transition la plus efficace et paisible possible du pouvoir pour le peuple de Californie. »

### Après les mandats de gouverneur
Le 3 janvier 2011, Arnold Schwarzenegger quitte ses fonctions de gouverneur de Californie, après les avoir exercées pendant sept ans.
Sans plus exercer de mandat électif, il reste une figure médiatique du Parti républicain, continuant de se situer dans une tendance modérée au sein du Grand Old Party. Le 8 octobre 2016, il retire son soutien à la candidature de Donald Trump à la suite de la publication d'une vidéo diffusée la veille par le Washington Post, dans laquelle on entend le candidat républicain à l'élection présidentielle de 2016 proférer des propos orduriers à l'encontre des femmes, qui provoque alors un scandale national et une perte de nombreux autres soutiens pour le candidat au sein du camp républicain.

Par la suite, il a plusieurs fois l'occasion de marquer sa distance vis-à-vis de Donald Trump en raison de ses provocations médiatiques. Le 6 janvier 2017, alors que Schwarzenegger vient de remplacer Trump pour présenter l'émission de téléréalité The Celebrity Apprentice diffusée par NBC, le président élu des États-Unis raille sur Twitter les débuts jugés poussifs de la nouvelle saison du show télévisé désormais animé par l'ancien gouverneur de Californie : se réjouissant ouvertement que les audiences de l'émission soient moins élevées avec son successeur qu'elles n'ont été par le passé quand il la présentait lui-même, Trump évoque à cette occasion le fait que Schwarzenegger « a soutenu [John] Kasich & Hillary [Clinton] » contre lui à l'élection présidentielle américaine. Le même jour, également via Twitter, Arnold Schwarzenegger répond à Trump :
« Il n'y a rien de plus important que l'emploi [...]. Je vous souhaite bonne chance et j'espère que vous travaillerez pour TOUS les Américains aussi agressivement que vous avez travaillé (à façonner) votre audimat. »

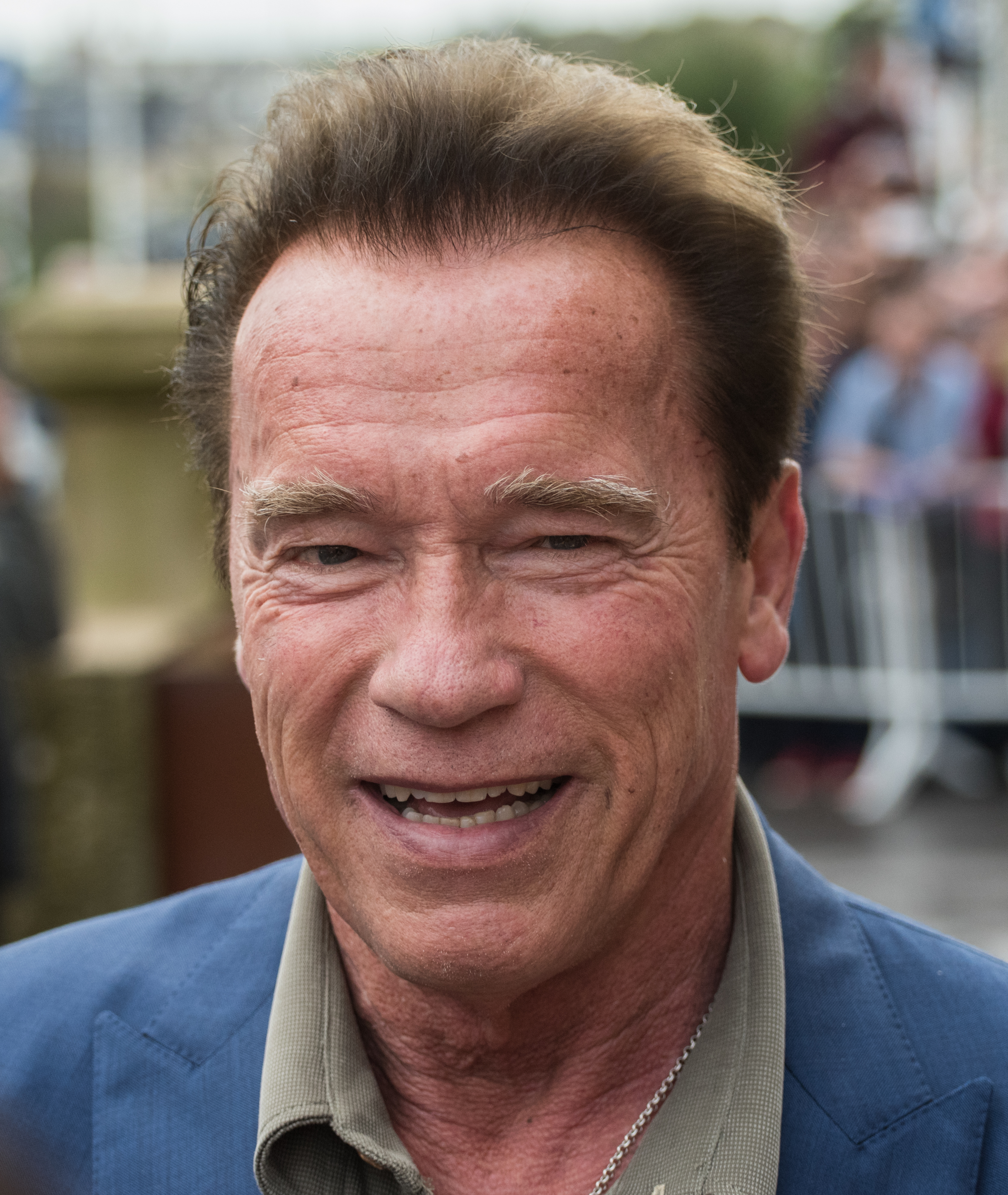
Arnold Schwarzenegger en 2017.

Le 2 février 2017, lors d'un discours, deux semaines après son investiture, Donald Trump se moque à nouveau d'Arnold Schwarzenegger, celui-ci réagissant alors, avec humour mais avec un fond de sérieux, en lui proposant d'échanger tout simplement leurs métiers respectifs du moment, afin « que tout le monde puisse enfin dormir tranquille », faisant ainsi allusion aux premières décisions promptement prises par Trump en tant que président et qui ont provoqué d'emblée de fortes polémiques, aussi bien au niveau national qu'international,.
En juillet 2017, il exprime son mécontentement à l'égard de Donald Trump, qui veut économiser 1,2 milliard de dollars sur le budget des garderies d’après-midi pour les enfants. S’étant impliqué pendant vingt-cinq ans pour cette cause, l’ancien gouverneur manifeste sa désapprobation, relayé par la presse et les médias sociaux qui s'emparent du sujet ; le budget finira par être rétabli.

À la suite des événements de Charlottesville en août 2017, théâtre de violences entre groupes identitaires blancs suprématistes et militants anti-racistes, et notamment d'une attaque à la voiture-bélier par un suprémaciste blanc ayant provoqué la mort d'une jeune femme, Arnold Schwarzenegger déclare le 14 août, dans un communiqué, avoir été « horrifié » par les images « de nazis et de suprématistes blancs » qui ont défilé dans les rues de Charlottesville et avoir eu « le cœur brisé » après qu'une « vie innocente » ait été prise par « un terroriste local ». Il appelle également à « condamner la haine » des « soi-disant "nationalistes blancs" » et à « enseigner la tolérance à toutes les occasions ». Le 17 août, alors que Donald Trump a suscité un profond malaise, y compris dans son camp républicain, en affirmant qu'il y avait des torts « des deux côtés » dans les violences de Charlottesville, Schwarzenegger interpelle le président des États-Unis dans un message diffusé sur Twitter par le média en ligne Attn, en déclarant notamment : 
« Il n'y a pas deux côtés à l'intolérance et il n'y a pas deux côtés à la haine. Si vous choisissez de défiler avec un drapeau qui symbolise le massacre de millions de personnes, il n'y a pas deux côtés. La seule façon de faire battre les voix fortes et colériques de la haine est de les confronter à des voix plus raisonnables et plus fortes. Et ça vous concerne, vous aussi, président Trump. En fait, en tant que président de ce grand pays, vous avez la responsabilité morale d'envoyer le message sans équivoque que vous ne soutenez pas la haine et le racisme. »

En janvier 2020, lors d'un entretien avec Edward-Isaac Dovere pour The Atlantic, lorsqu'on lui demande ce qui le fait rester au Parti républicain alors que de nombreux membres l'ont quitté parce que, tout comme Schwarzenegger lui-même, ils n'aiment pas Trump ni la direction du parti acquise à ce dernier, l'ancien gouverneur de Californie répond : 
« Je pense que je suis un vrai républicain. Si vous regardez Ronald Reagan ou le président Nixon ou le président Lincoln, c'étaient des gens qui se battaient pour l'égalité. Je suis inclusif. Je me vois comme ça. Je me vois comme un républicain à la Ronald Reagan (a Ronald Reagan Republican), quelqu'un qui est très, très bon pour protéger l'économie, mais aussi bon pour protéger l'environnement. [...] Vous n'avez pas à changer vos principes. Le parti change ; cela peut aller dans un sens ou dans l'autre. Ma responsabilité est de continuer à rappeler à tout le monde: voila ce qu'est le vrai Parti républicain. »
Lors de l'élection présidentielle de novembre 2020, Arnold Schwarzenegger est unes des rares personnalités républicaines, avec notamment Mitt Romney, à féliciter pour leur victoire le candidat démocrate Joe Biden et sa colistière Kamala Harris dès le 7 novembre, jour où Associated Press annonce cette victoire, laquelle sera contestée durant plusieurs semaines par Trump, candidat républicain à sa propre succession, et par les partisans de celui-ci.

Le 10 janvier 2021, à la suite de la prise d'assaut du Capitole des États-Unis, à Washington D.C., par des émeutiers d'extrême-droite soutenant Donald Trump, Schwarzenegger publie un message vidéo sur Twitter dans lequel il loue la force de la démocratie américaine (la comparant à la résistance de l'épée de son personnage dans le film Conan le Barbare), appelle à l'unité du pays derrière le président élu Joe Biden, évoque notamment le douloureux passé nazi de son pays d'origine, l'Autriche, fait un parallèle direct entre la prise d'assaut du Capitole et la Nuit de Cristal de 1938 en Allemagne nazie, et déclare à propos de Trump, qui a directement incité les émeutiers à agir : 
« Le président Trump a cherché à renverser les résultats d'une élection, d'une élection juste. Il a tenté un coup d'État en trompant les gens par des mensonges. Mon père et nos voisins [en Autriche] ont également été induits en erreur par des mensonges, et je sais où ces mensonges mènent. Le président Trump est un leader raté. Il restera dans l'histoire comme le pire président de tous les temps. La bonne chose est qu'il sera bientôt aussi hors de propos qu'un vieux tweet. »

Ayant pris ses distances, dans les années suivantes, avec une vie politique américaine désormais très polarisée, l'ancien gouverneur républicain de Californie prend cependant publiquement position lors de la campagne pour l'élection présidentielle de novembre 2024, à laquelle Donald Trump participe une troisième fois comme candidat. Dans un message publié sur X (ex-Twitter) le 30 octobre et adressé à ses compatriotes, s'il dit n'apprécier aucun des partis politiques alors en présence, y compris les Républicains tels qu'ils sont devenus, parce qu'il entend toujours être « un Américain avant d'être un Républicain », Arnold Schwarzenegger appelle à participer au scrutin et déclare voter lui-même pour Kamala Harris et Tim Walz, même si c'est par défaut, car à nouveau il s'oppose avant tout clairement à Trump : 
« [...] un candidat qui ne respectera pas votre vote à moins que ce ne soit pour lui, un candidat qui enverra ses partisans envahir le Capitole pendant qu'il regarde en buvant un coca light, un candidat qui s'est montré incapable de travailler à aucune politique autre que des baisses d'impôts pour ses donateurs ou d'autres riches comme moi mais qui n'a aidé personne d'autre, un candidat qui pense que les Américains qui ne sont pas d'accord avec lui sont de plus grands ennemis que la Chine, la Russie ou la Corée du Nord – cela ne résoudra pas nos problèmes. Ce ne seront [si Donald Trump est élu] que quatre années supplémentaires de conneries (bullshit) sans résultats qui nous rendront de plus en plus en colère, plus divisés et plus haineux. Nous devons tourner la page sur ce chapitre de l'histoire américaine, et je sais que l'ancien président Trump ne le fera pas. Il divisera, il insultera, il trouvera de nouvelles façons d'être encore plus anti-américain qu'il ne l'a déjà été, et nous, le peuple, n'en tirerons que plus de colère. C'est une raison suffisante pour que je partage mon vote avec vous tous. Je veux que l'on aille de l'avant en tant que pays, et même si je suis en désaccord avec leur programme, je pense que la seule façon de le faire est d'être avec Harris et Walz. [...] »

## Enseignement universitaire
Après avoir interrompu sa carrière d'homme politique à la fin de son deuxième mandat de gouverneur de Californie, Arnold Schwarzenegger reprend son métier d'acteur de cinéma, tout en diversifiant son activité professionnelle, et opte notamment pour la voie de l'enseignement universitaire.
Le 2 août 2012, il annonce son association avec l'université du Sud de la Californie (USC), située à Los Angeles, pour créer un institut de réflexion politique (think-tank), baptisé USC Schwarzenegger : Institute for State and Global Policy (« Institut Schwarzenegger de l'USC pour une politique mondiale et nationale »). Arnold Schwarzenegger, qui a reçu le titre de professeur de l'USC, doit présider le conseil d'administration de l'institut, lequel doit fonctionner avec un budget de 20 millions de dollars provenant de dons et de collectes de fonds, Schwarzenegger y ayant versé une somme importante issue de sa fortune personnelle. Les domaines de recherche devant être développés au sein de cet institut sont les suivants : l'éducation, l'énergie et l'environnement, la fiscalité et l'économie, la santé et le bien-être, et la réforme politique. Le premier cours magistral du professeur Schwarzenegger est annoncé pour le mois de décembre 2012.

## Engagements pour la cause environnementale
En 1992, Arnold Schwarzenegger achète l'un des premiers Hummers destinés à un usage civil. Ce modèle de voiture était si grand (2 900 kg et 2,1 m de large) qu'il était classé dans les poids lourds. Durant sa campagne pour le poste de gouverneur de Californie, Schwarzenegger avait annoncé qu'il convertirait un de ses Hummers pour qu'il fonctionne à l'hydrogène, ce qu'il fit en octobre 2004.
En 2011, il donne son soutien au chef Raoni Metuktire auprès de Sigourney Weaver et de James Cameron contre le barrage de Belo Monte.[réf. souhaitée]
Fondateur en 2010 de l'organisation non gouvernementale R20, une coalition de gouvernements sub-nationaux, villes et régions, engagée contre le changement climatique, Arnold Schwarzenegger se rend à ce titre en France en octobre 2014, le R20 organisant alors à Paris, au Conseil économique, social et environnemental, un Sommet des régions pour le climat, alors que se prépare également la 21e conférence internationale sur le climat de l'ONU, dite COP 21, qui doit avoir aussi lieu à Paris en 2015. À cette occasion, le 10 octobre 2014, il est reçu par le président de la République française François Hollande pour un entretien au palais de l'Élysée . À cette occasion, le président français salue son engagement en faveur de la préservation de l'environnement et du climat. Il est également reçu le lendemain à l'Hôtel de ville de Paris par la maire Anne Hidalgo.
En décembre 2015, il revient à Paris durant la COP 21, le 5 décembre, après s'être recueilli devant le Bataclan où il dépose une couronne de fleurs en hommage aux victimes des attentats du 13 novembre. Il intervient à l'Assemblée Nationale française comme invité spécial à une séance de travail de parlementaires de 167 pays, réunis autour du ministre français des Affaires étrangères Laurent Fabius et du secrétaire général de l'ONU, Ban Ki-moon, dans le cadre de la COP 21. Il intervient également devant des étudiants de Sciences Po Paris le 7 décembre 2015, en soulignant le rôle que les gouvernements locaux, villes et régions peuvent et doivent jouer dans la lutte contre le changement climatique. Le 25 septembre 2016, à l'occasion de la Journée sans voiture à Paris, Schwarzenegger apporte ainsi son soutien à Anne Hidalgo concernant sa politique environnementale en matière de circulation à Paris, et notamment le projet de piétonisation des voies sur berges.

En mai 2017, il se trouve à Cannes pour promouvoir Wonders of the sea 3D de Jean-Michel Cousteau et Jean-Jacques Mantello, un film documentaire engagé pour la protection des océans dont il est le narrateur et le producteur. Il accorde alors un entretien à la journaliste Stéphanie Belpeche, pour l'hebdomadaire Le Journal du dimanche, au cours duquel le nouveau président américain Donald Trump est évoqué, la question écologique étant notoirement un point de désaccord frontal entre les deux hommes. L'ancien gouverneur de Californie déclare, au sujet du fait que Trump soit un climato-sceptique ne prenant pas au sérieux le réchauffement climatique : 
« Il n'est pas le seul ! Peu importe. Il faut se concentrer sur le pouvoir du peuple de changer les choses. L'océan fournit la moitié de la nourriture que nous mangeons et la moitié de l'oxygène que nous respirons alors il vaudrait mieux que nous en prenions soin. Sept millions de personnes meurent à cause de la pollution chaque année. Donald Trump ne peut pas nous arrêter. Je ne pense pas que cela soit dans son intérêt ! Je lui souhaite bonne chance. Cet homme est resté à l'âge de pierre. »

Le 1er juin 2017, à la suite de la décision de Donald Trump de retirer les États-Unis de l'accord de Paris sur le climat, Arnold Schwarzenegger adresse un message ferme au président américain dans une vidéo mise en ligne le 2 juin et devenue virale, dans laquelle il déclare notamment vis-à-vis de Trump : 
« Un homme ne peut pas détruire notre progrès. Un homme ne peut pas stopper notre révolution de l'énergie propre. Un homme ne peut pas retourner dans le passé. »

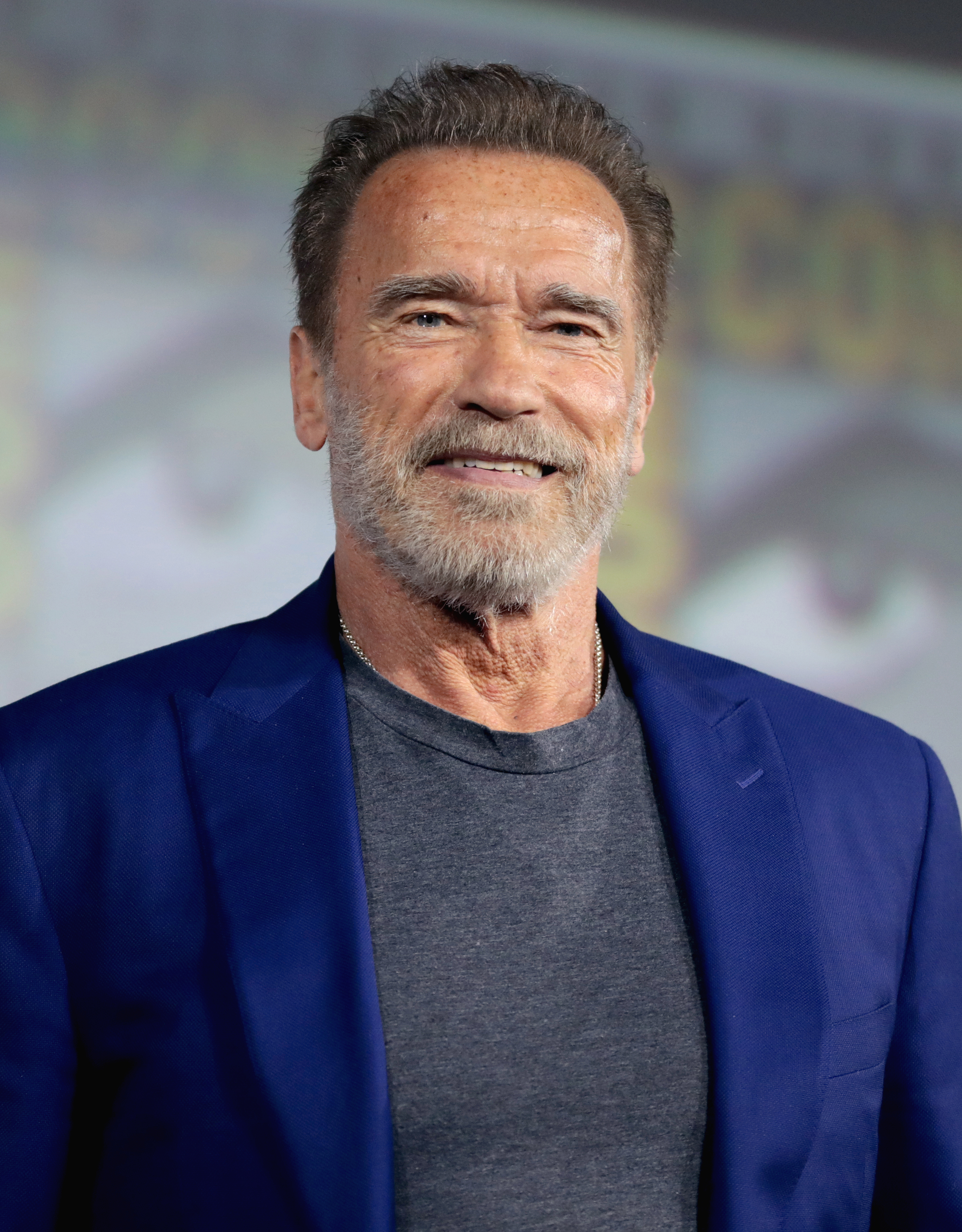
Arnold Schwarzenegger en 2019.

Le 23 juin 2017, il est de retour en France dans le cadre du lancement à Paris du projet du « Pacte mondial pour l'environnement » destiné à devenir un traité international affirmant de grands principes en matière d'environnement, comme celui du pollueur-payeur. Il est alors reçu à l'Élysée par le président de la République française Emmanuel Macron, puis par le ministre français de la Transition écologique Nicolas Hulot. À l'issue de son entretien avec Emmanuel Macron, consacré aux questions environnementales après la décision de Donald Trump de quitter la coalition contre le réchauffement climatique et la pollution de la planète, Schwarzenegger déclare : 
« Tout le monde doit se réunir et il est absolument impératif que nous n'en fassions pas une question politique. Ce n'est pas la droite contre la gauche parce qu'il n'y a pas d'air libéral ou d'air conservateur. Nous respirons tous le même air. Il n'y a pas d'eau libérale ou d'eau conservatrice, nous buvons tous la même eau. [...] Nous avons parlé [avec Emmanuel Macron] de la façon dont nous pouvons travailler ensemble et de la façon dont nous pouvons renforcer [...] le mouvement environnemental, et de la façon dont nous pouvons faire en sorte que tout le monde fasse partie de cette croisade environnementale. »
Le 12 décembre 2017, à nouveau de passage à Paris, il participe au One Planet Summit co-organisé par la France avec la Banque mondiale et l'ONU, afin d'accélérer la mobilisation des financements, publics et privés, dans la lutte contre le changement climatique.

## Télévision
Arnold Schwarzenegger est le présentateur de la saison 2016-2017 de l'émission télévisée The Celebrity Apprentice, diffusée par NBC. En mars 2017, il annonce qu'il quitte le programme après une saison à sa tête, expliquant : « Avec Trump impliqué dans l’émission [en tant que producteur], les gens ne veulent pas participer en tant que spectateurs ou sponsors ou d’une autre manière pour soutenir l’émission. » Les audiences de l'émission, en chute, atteignent les 4 millions de téléspectateurs en janvier. Pour comparaison, elles atteignaient les 6,5 millions de téléspectateurs pour le premier épisode de la dernière saison avec Donald Trump à la présentation, deux ans plus tôt.
En 2023, Netflix sort la série Arnold, revenant sur son parcours.

## Publications
- (en) Arnold Schwarzenegger, Arnold : Developing a Mr. Universe Physique, Schwarzenegger, 1977
- (en) Arnold Schwarzenegger et Douglas Kent Hall, Arnold : The Education of a Bodybuilder, New York, Simon & Schuster, 1977 (ISBN 978-0-671-22879-8)
- (en) Arnold Schwarzenegger et Douglas Kent Hall, Arnold's Bodyshaping for Women, New York, Simon & Schuster, 1979, 160 p. (ISBN 978-0-671-24301-2)
- (en) Arnold Schwarzenegger et Bill Dobbins, Arnold's Bodybuilding for Men, New York, Simon & Schuster, 1981, 240 p. (ISBN 978-0-671-25613-5)
- (en) Arnold Schwarzenegger et Bill Dobbins, The New Encyclopedia of Modern Bodybuilding, New York, Simon & Schuster, 1998, rev. éd., 800 p. (ISBN 978-0-684-84374-2)
- Arnold Schwarzenegger (en collaboration avec Peter Petre) (trad. de l'anglais par Anabella Bambouet), Total Recall : l'incroyable et véridique histoire de ma vie (Total Recall : My Unbelievably True Life Story), Paris, Presses de la Cité, coll. « documents », 2012, 656 p. (ISBN 978-2-298-06371-4, BNF 43661136) (traduction de (en) Arnold Schwarzenegger (en collaboration avec Peter Petre), Total Recall : My Unbelievably True Life Story, New York, Simon & Schuster, 2012 (ISBN 978-1-84983-971-6))
- Be Useful: Seven Tools for Life, Ebury Edge, 2023

## Distinctions

### Récompenses
- Golden Globes 1977 : Golden Globe de la révélation masculine de l'année pour Stay Hungry
- Saturn Awards 1992 : Lauréat du Prix pour l'ensemble de sa carrière.
- ShoWest Convention 1992 : Lauréat du Prix de la star internationale de l'année.
- ShoWest Convention 1993 : Lauréat du Prix de la star internationale de la décade.
- Golden Apple Awards 1996 : Lauréat du Prix de la star masculine de l'année.
- ShoWest Convention 1997 : Lauréat du Prix pour ses activités humanitaires.
- Almería International Film Festival 1998 : Lauréat du Prix Almería Tierra de Cine.
- World Stunt Awards 2001 : Lauréat du Prix d'honneur Taurus.
- ICG Publicists Awards 2003 : Lauréat du Prix pour l'ensemble de sa carrière.
- Cinequest San Jose Film Festival 2004 : Lauréat du Prix Maverick Tribute.
- Blockbuster Entertainment Awards 2014 : Lauréat du Prix du meilleur artiste au monde.
- Empire Awards 2014 : Lauréat du Prix The Action Hero Of Our Lifetime.
- Primetime Emmy Awards 2014 : Meilleur documentaire pour Years of Living Dangerously (en) partagé avec les producteurs Joel Bach, David Gelber, Daniel Abbasi, James Cameron, Jerry Weintraub, Solly Granatstein, Jennifer Latham, Adam Bolt et Jacob Kornbluth.
- Golden Apple Awards 2015 : Prix pour l'ensemble de sa carrière.
- Festival du film de Zurich 2015 : Lauréat du Prix Golden Icon.
- GQ Men of the Year Awards 2017 : Lauréat du Prix de la légende du siècle.

### Décorations
- 2017 :  Commandeur de la Légion d'honneur, décernée le 28 avril par le président de la République François Hollande pour son action en faveur de l'environnement[156]. Il avait été fait Chevalier le 4 avril à Cannes lors du MIPTV[157].

## Voix francophones
En version française, Daniel Beretta (décédé en mars 2024) a été la voix régulière d'Arnold Schwarzenegger depuis Double Détente en 1988, jusqu'à 2021. Il l'a également doublé dans Total Recall, Last Action Hero, True Lies et les sagas Terminator sauf le premier, Expendables et dans les publicités du jeu World of Tanks et pour "Sam prévention routière", etc. Auparavant, Richard Darbois l'a doublé à ses débuts dans Conan le Barbare et sa suite, Commando, Predator, etc. Pascal Renwick et Patrick Floersheim ont également doublé l'acteur de manières occasionnelles à trois et deux reprises respectivement. Il a aussi eu d'autres voix françaises dans les premiers petits rôles de sa carrière : Philippe Bellay dans Hercule à New York, Claude Giraud puis Jean-Louis Faure dans les documentaires Pumping Iron, Daniel Gall dans le téléfilm The Jayne Mansfield Story et François Leccia dans Cactus Jack.
En 2023, Thierry Hancisse succède à Daniel Beretta, qui s'est mis en retrait de ses activités de comédien, en doublant l'acteur sur la série télévisée Fubar,, les séries documentaires Arnold puis Sly : Stallone par Stallone et pour une publicité d'outillages Parkside, Julien Dutel est sa voix dans la série animée Secret Level.
Au Québec, Yves Corbeil est la voix québécoise régulière de l'acteur depuis le milieu des années 1990. Il a cependant été d'abord doublé par Dominique Briand. Il a aussi été doublé par Benoît Rousseau dans Dave, Éric Gaudry dans la saga des Sacrifiés (Expendables) puis Antoine Tomé dans La Légende du dragon.
En France
- Daniel Beretta (*1946 - 2024) dans Double Détente, Total Recall, Last Action Hero, True Lies, les sagas Terminator (sauf le premier) et Expendables, etc.
- Richard Darbois dans Conan, Kalidor, Commando, Predator et Président d'un jour.
- Thierry Hancisse dans la série télévisée Fubar, la publicité d'outillages Parkside, les documentaires Arnold et Sly : Stallone par Stallone
- Pascal Renwick (*1954 - 2006) dans la série Les Rues de San Francisco, le premier Terminator et Running Man.
- Patrick Floersheim (*1944 - 2016) dans Le Contrat et Jumeaux.

Au Québec
- Yves Corbeil dans Batman et Robin, La Fin des temps, Dommages collatéraux, Terminator 3, Terminator Genisys, etc.
- Dominique Briand dans Le Dernier des héros, Vrais mensonges et L'Effaceur.